# Červená (Kašperské Hory)
Červená (německy Rothsaifen) je malá osada, část města Kašperské Hory v okrese Klatovy v Plzeňském kraji, jejíž historie sahá až do doby vlády Karla IV. Nachází se asi tři kilometry jihovýchodně od Kašperských Hor. Rozkládá se na horském návrší v nadmořské výšce téměř 800 metrů. Prochází zde jen jedna silnice, která Červenou spojuje směrem na sever s Kašperskými Horami a jižně s Rejštejnem. Na návsi je kaple Panny Marie Pomocné a autobusová zastávka. Druhá, menší kaple se nachází na rozcestí severně od vesnice. Počet trvale hlášených obyvatel se v osadě pohybuje v posledních desetiletích kolem dvaceti, ale v letních měsících Červená ožívá s příchodem chalupářů, ubytovaných návštěvníků i projíždějících turistů. Červená leží v katastrálním území Červená u Kašperských Hor o rozloze 13,08 km². Nadmořská výška se v rámci této plochy pohybuje od 700 do 1150 metrů a na své jižní nejvýše položené hranici tak sousedí s Churáňovem či Horskou Kvildou.

## Název
Název obce Červená vznikl překladem z původního německého názvu Rothsaifen (někdy také Rotsaifen) a připomíná rýžovnickou minulost osady. Slovem sejp se označují nerostné nánosy, z nichž byly vybírány drahé kovy. Tyto kopcovité útvary byly patrně přítomností křemene s obsahem zlata (dle jiných zdrojů obsahem železa v kameni) zbarveny do ruda. Červené sejpy (německy roten Seifen) tedy daly vzniknout dnešnímu názvu Červená.

## Nejstarší zpráva o obci

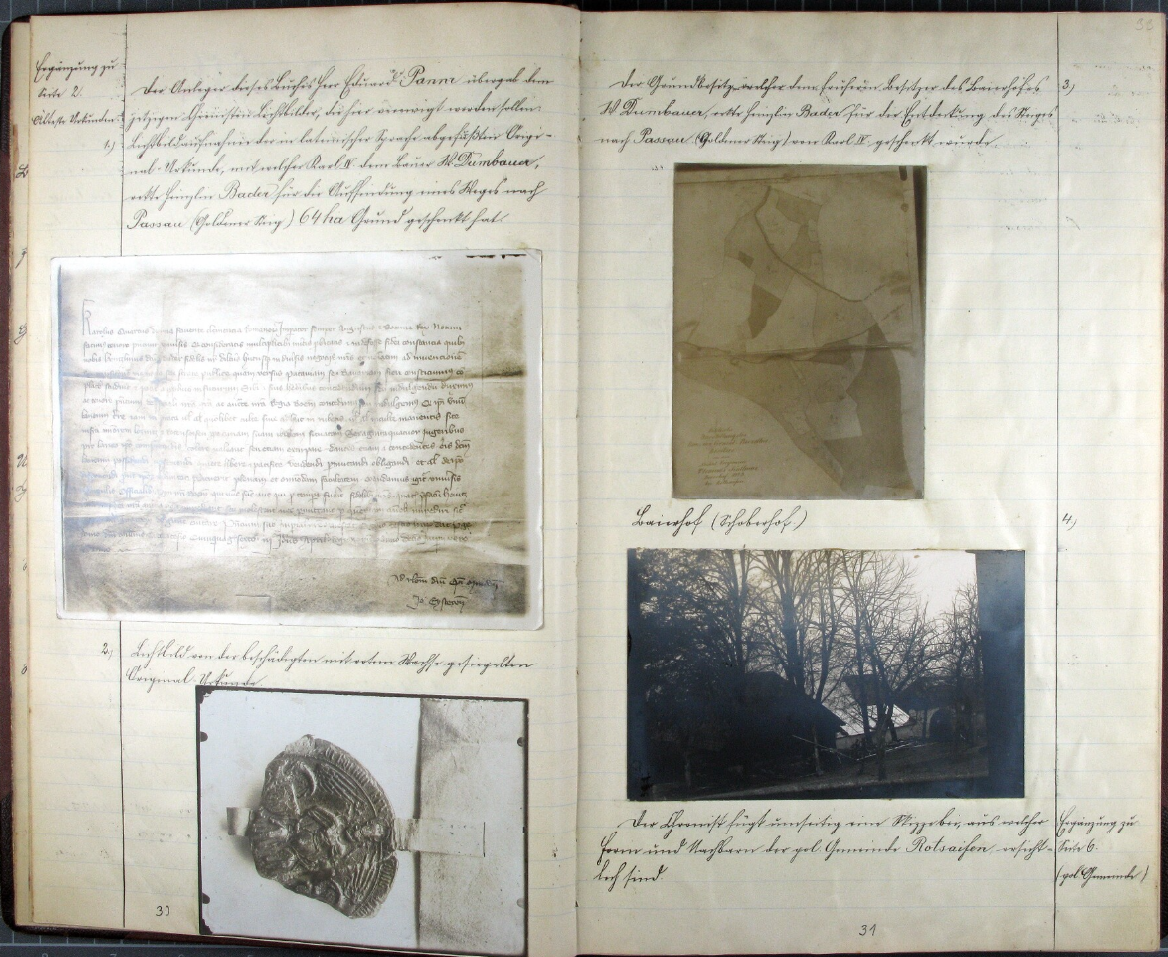
Fotografie listiny Karla IV. z Kroniky obce Rothsaifen - Červená

První písemná zmínka o osadě Červená je ze stejného roku, kdy byl založen i nedaleký hrad Kašperk. V pergamenové listině z 11. dubna 1356 se uvádí, že král Karel IV. daruje Heinczlinu Baderovi do dědičného užívání lán půdy u jeho vlastního dvora mezi "malou Losenicí" a Červenou (Rothsaifen) za věrné služby při vyhledávání a vytýčení trasy nové silnice do Pasova v Bavorsku, tedy budoucí Kašperskohorské Zlaté stezky. Dodnes v originále zachovaná listina je jedním z nejstarších dokladů osídlení horní Šumavy. Pergamenová listina byla až do 20. let 20. století uchovávána na dvoře Bajerov (Baderhof, Bayerhof, Schoberhof, Baierkof) u Červené, kdy ho pak do úschovy převzalo muzeum v Kašperských Horách.
| „                                                                             | Karel IV., z boží milosti římský císař, vždy rozmnožitel říše, známo činíme tímto listem všem, že majíce na paměti mnohonásobné zásluhy a doklady věrnosti a stálosti, jimiž nám Heinczlin, řečený Bader, věrný náš milý, až dosud v rozličných potřebách našich a zvláště při hledání a vymezování nové cesty či stezky zemské, kterouž k Pasovu do Bavor jsme zříditi ustanovili, se snažil nám se zalíbiti, a ještě více se bude moci v budoucnu zalíbiti, rozhodli jsme se jemu a potomkům jeho uděliti a tímto listem udělujeme a dovolujeme, aby si mohli jeden lán půdy, buď luk, neb jinak zdělané nebo dosud křovinaté, či jinak ladem ležící půdy, mezi (potokem) malou Loznicí a Červenou (Rotenseifen), u dvora jeho tamže ležícího, o šedesáti čtyřech jitrech ten lán počítajíc, volně zdělávati, nebo také vymýtiti, udělujíce jim zároveň plnou a veškerou možnost, řečený lán držeti, užívati v pokoji, svobodě a míru, prodati, směniti, zastaviti a i jinak s ním nakládati, jak by se jim uzdálo. Rozkazujeme proto všem úředníkům našeho království českého vůbec, i jednomu každému, věrným našim, nynějším i budoucím, aby zmíněnému Heintzlinu v řečené milosti naší nepřekáželi a nebránili, aniž dopustili, aby kdokoliv jiný v tom jakkoli překážel, chce-li se vyhnouti naší nemilosti. Na důkaz toho stůj tento list pod pečetí naší císařskou, daný v Praze, léta Páně tisícího třístého padesátého šestého, 11. měsíce dubna , kralování našeho roku desátého, císařství roku prvého. Z příkazu pana biskupa Mindenského Johannes Eystetensis | “ |
| — Překlad latinské listiny Karla IV. pro Heinczlina Badera podle Karla Weisse | |   |

## Historie
Jak se existence Červené objevuje díky výše zmíněné listině ze 14. století, tak opět zase veškeré informace o ní mizí na téměř pět dalších staletí. Původně byla jen sídlištěm rýžování zlata bez jakékoliv obecní správy. Sejpy byly v potocích postupně od zlatých zrn vyrýžovány. Získávání zlata pokračovalo důlním dobýváním, jak dodnes dokazují propadlé štoly a šachty na cestě z Červené do Kašperských Hor. Když v 17. století vyschly rudné žíly, nezaměstnaní horníci se začali uplatňovat v rozvíjejícím se sklářství nebo se zabývali chovem dobytka a zemědělstvím. Obec patřívala ke hradu Kašperku a jak bylo během 16. století jeho panství postupně rozprodáváno, tak i Červená byla prodána městu Kašperské Hory v úterý po Nanebevzetí Panny Marie roku 1584. Dokládá to kupní smlouva mezi císařem Rudolfem II. a městem Kašperské Hory, které kromě Červené zakoupilo i další vesnice (Plavěčín, Řetenice, Nicov, Mílov, Lídlovy Dvory, Svojše, Podlesí, Velký a Malý Kozí Hřbet, Plzenec, Opolenec, Tuškov, Žlíbek, Nový dvůr a dvě usedlosti u Sv. Mikuláše) a to za 4450 kop českých grošů. V této době jsou na Červené uváděni tito sedláci: Christl, Martin, Wastl, Veit, Andreas, Scheittner, Belwertl, Simon Prinz, Simon Filger a Simon Pommer. V následujících staletích se sedláci z Červené snažili neúspěšně získat svobodu, ale nadále zůstávali poddanými Kašperských Hor. Mluvčími tohoto osvobozovacího procesu byli sedláci Baumann a Glaser. Jako nejstarší usedlost na Červené je v kronice zmiňováno č. p. 9 (dnes již neexistující, na jejím místě je v současnosti č. p. 3) pana Josefa Müllera, který uchovával jednokřídlé domovní dveře, na kterých byl vypálen letopočet 1311. Odstranil je při demolici starého statku ze samotného vchodu. Rodiny jako Wendlbergerova, Matschinerova, Wurmova nebo Glaserova zde na svých statcích žily a hospodařily po celá staletí. V roce 1938 měl obecní katastr 251 ha polí, 211 ha luk, kolem 200 ha pastvin a 1 234 ha lesů. V té době do Červené jezdíval autobus čtyřikrát denně.

### Horské zemědělství

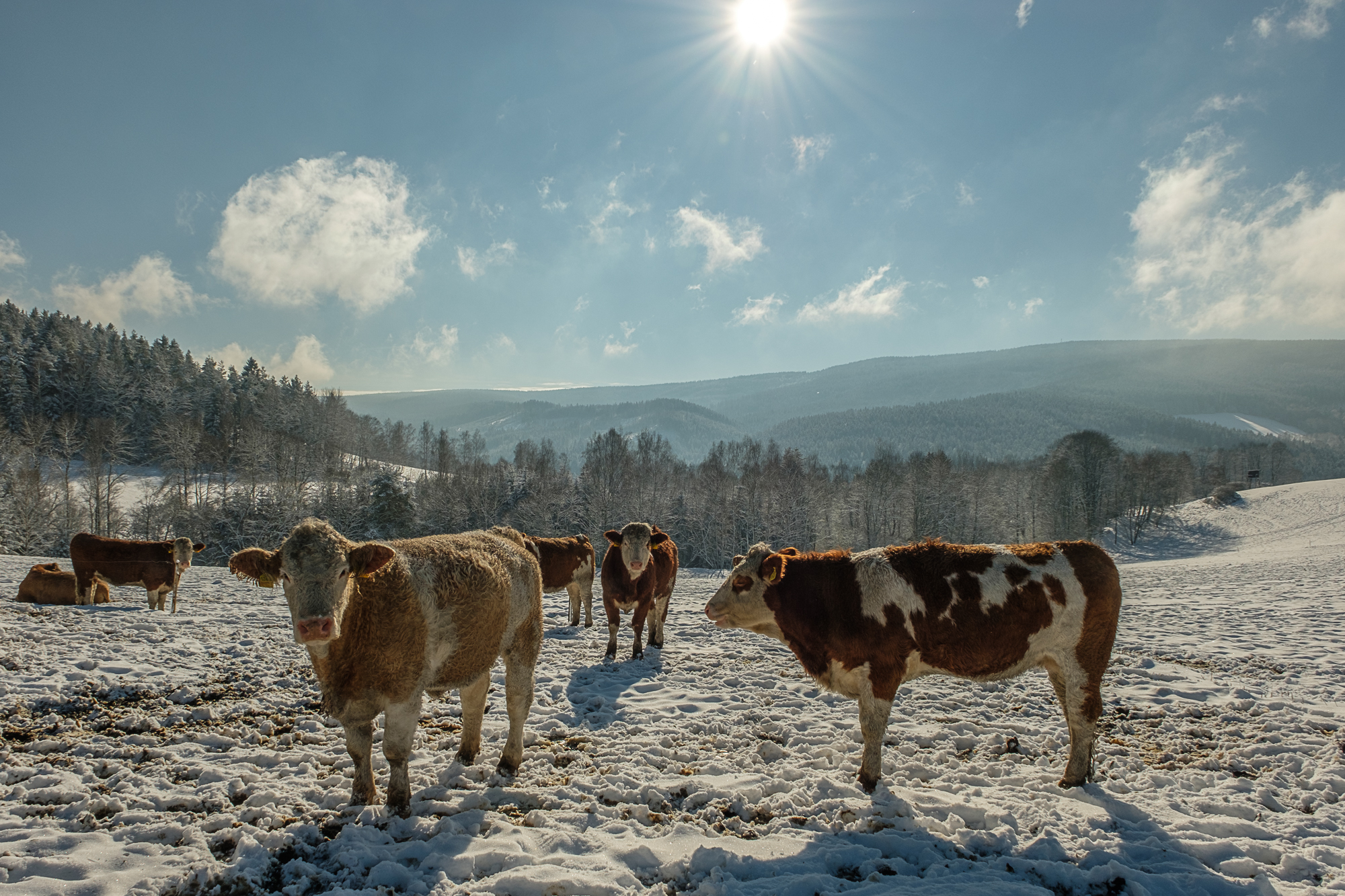
Dobytek na pastvinách v okolí Červené

Starou tradici si Červená s okolím držela jako středisko horského zemědělství. Přes nadmořské výšky kolem 800 metrů tu místní klima poněkud zmírňuje poloha za Mílovským vrchem, který krajinu chrání před mrazivým východním prouděním. Pole v okolí Červené, Lídlových Dvorů a Kaisrova Dvora se tu vesměs rozložila na svazích obrácených k jihu. K roku 1890 se dovídáme, že místní lidé své pozemky odvodňovali, osívali ovsem, pšenicí a ozimy, pěstovali brambory. V souvislosti s chovem dobytka tu měli plochy oseté červeným jetelem a krmnými směsmi, starali se o dobrou sklizeň sena. Kvalitu půdy se snažili zlepšit pravidelným hnojením. Zvlášť známý tu byl chov dobytka a produkce mléka. Už koncem 19. století, v letech 1895 – 1897, červenští chovatelé usilovali o zvýšení produktivity. Z oblasti Nové Bystřice a Maršovic nakoupili krávy ze siementhalského plemene. V roce 1898 (dle kroniky obce 1899) byl založen spolek pro chov dobytka a nakupován plemenný dobytek ze Švýcarska a z Německa – z okolí Baden – Baden. Chovatelské úspěchy dokládá i skutečnost, že v roce 1913 s podporou Zemské kulturní rady v Praze byl v Červené uspořádán velký dobytčí trh a v Klostermannově hostinci v Karlině Pile se pro ženy a dívky z místa a okolí organizoval kurs dojení a výroby másla a sýrů. V meziválečném období rozvoj dobytkářství pokračoval. V roce 1920 zde v okolí nebyl zaznamenán ani jediný případ tuberkulózy krav. Průměrná roční dojivost činila 3 až 5 tisíc litrů z jednoho kusu. Místní chovatelé se účastnili dobytčích trhů v Kašperských Horách a Rejštejně. V roce 1938 bylo v obci 29 koní, 344 kusů hovězího dobytka a 54 koz. Do života místa a tedy i do vývoje místního zemědělství silně zasáhl poválečný odsun německého obyvatelstva, příchod nových osídlenců a následně nucená kolektivizace a zřízení Státních statků. Obdělávaná pole v poválečných letech z katastru Červené vymizela. Zůstaly jen pastviny, které stále obec obklopují, a tvoří drtivou většinu nezalesněných ploch katastru. Pase se zde skot plemene masný simentál v majetku Statku Kašperské Hory a v těsné blízkosti obce můžete spatřit stádo daňků. Už od 90. let minulého století slouží zdejší louky i chovu severoamerických bizonů. Jejich přítomnost na pastvinách severně od obce láká i četné turistické návštěvníky.

### Hasiči
Aby byli při požárech okamžitě k dispozici školení lidé, byl v roce 1901 založen Dobrovolný hasičský sbor. Velké zásluhy o založení sboru jsou připisovány domkáři Josefu Thurnerovi. Rozhodnutím představenstva obce byla zakoupena i hasičská stříkačka, kterou 11. srpna 1901 vysvětil děkan Hirnschrodt. Hasičskému sboru daroval pan Josef Matschiner (majitel pekařství v Portlandu ve státě Oregon, rodák z Červené) prapor a uniformy. Dne 18. března 1918 byl Josef Turner za své zásluhy slavnostně nazván čestným velitelem požárního sboru. Velitel Grandl, písař Wenzl Prexl a zástupce velitele Josef Woldrich přišli večer 18. března do bytu Josefa Thurnera, do staré školy, a žádali jej, aby vyšel před dům. Pan Thurner, oblečený do uniformy, šel s těmi třemi hasiči před dům. Prostor před domem byl plný lidí, civilistů a hasičů. Všichni pochodovali nahoru do vesnice. Vepředu velitel Grandl, pak Josef Thurner, mezi zástupcem velitele a písařem, dále hasiči a zbývající občané. Jeden hornista je doprovázel písní. V sále hostince Prexla se hasiči seřadili a za nimi civilní obyvatelstvo. Velitel Grandl přednesl řeč, ve které vyzdvihl zásluhy zakladatele a dřívějšího velitele sboru. Na závěr připnul velitel Grandl čestnému veliteli medaili na prsa a předal mu diplom. Po dojemné oslavě doprovodili kamarádi hasiči svého čestného velitele opět domů. Dlouho se však čestný velitel neradoval z tohoto jmenování, neboť 4. listopadu 1921 mu jeho kamarádi hasiči dávali vyzvánět na poslední sbohem. K oslavám 30. výročí hasičského spolku a k župnímu dni 31. července 1931 se do Červené sjelo na tři sta dobrovolných hasičů. Součástí slavnosti byla polní mše svatá, kterou sloužil arciděkan Spannbauer z Kašperských Hor. Velitel hasičů Grandl pak pronesl slavnostní řeč a vyznamenal déle sloužící členy. 

### Havárie letadla

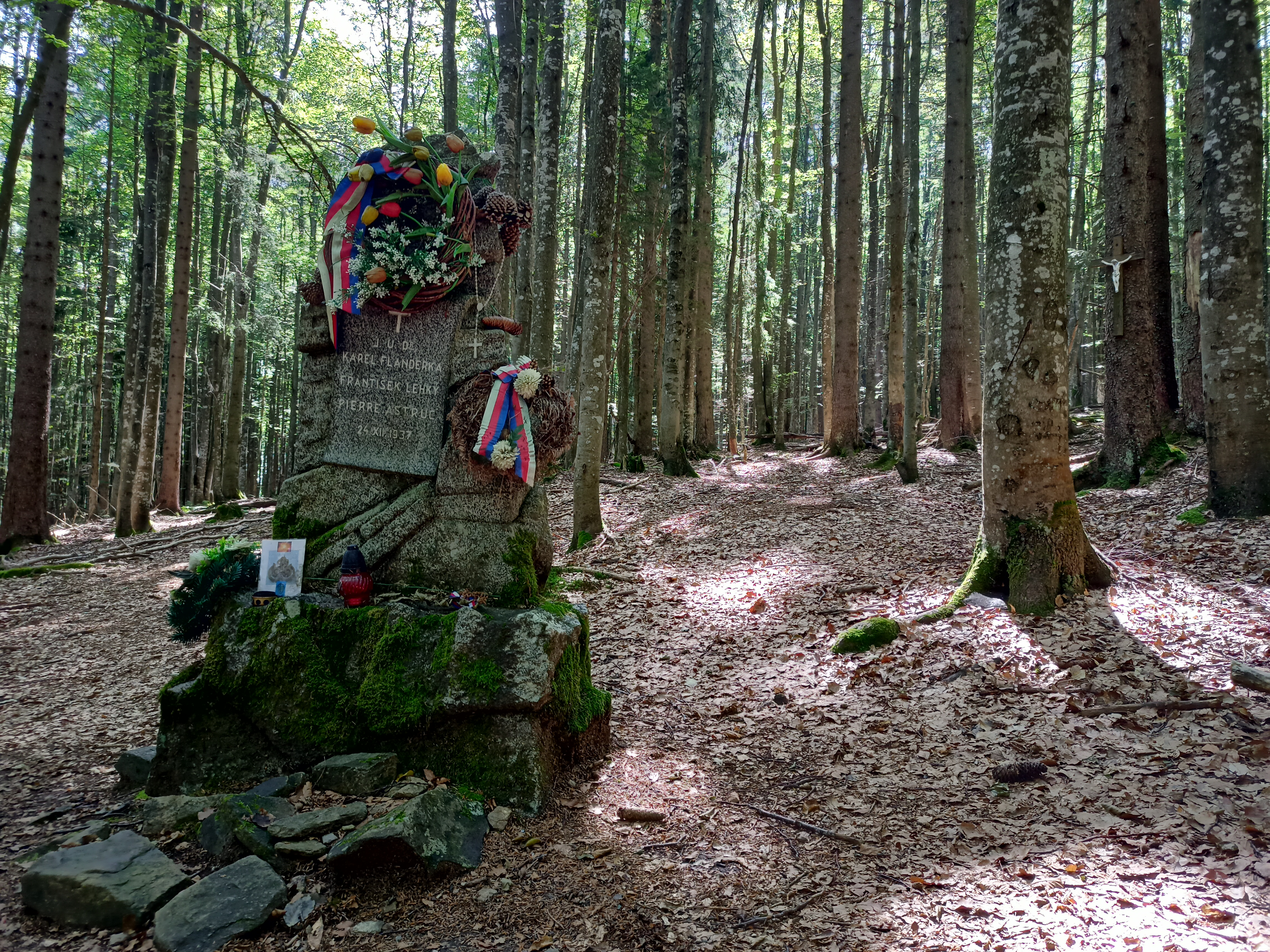
Pomníček letecké havárie pod Huťskou horou

Na Štědrý den 24. prosince 1937 odpoledne odstartovalo letadlo (linky Bukurešť – Vídeň – Praha) k pravidelnému letu z Vídně do Prahy a dále mělo letět až do Paříže. Na palubě tohoto šestnáctimístného letadla byly tenkrát pouze tři osoby – pilot František Lehký, francouzský radiotelegrafista Pierre Astruc a jediný cestující, známý pražský advokát JUDr. Karel Flanderka. Nad českým územím se letadlo dostalo do husté mlhy. Zatímco se blížilo k Praze, došlo na letišti v Ruzyni k tragickému omylu. Navigátor v domnění, že letadlo Prahu už přeletělo, udal pilotovi nesprávný kurs vedoucí na jihozápad. Po udání posledního kursu se pracovníci navigační stanice ruzyňského letiště o letadlo dále už nestarali. Pilot v mlze zabloudil a od Prahy se neustále vzdaloval. Třímotorový letoun Wibault – Penhöet 282 – T12 se dostal až na Šumavu. Zde v rychlosti 250 km/hod narazil v nadmořské výšce 1080 m na severní lesnatou stráň Huťské hory v prostoru mezi osadami Zhůří a Vogelsang. Palubní hodiny se zastavily v 17:39. Pro tmu, hustou vánici a vysoký sníh zachránci dorazili na místo neštěstí až druhý den, kdy našli jen trosky, rozházené nedoručené vánoční zásilky a mrtvá těla. Šetření této letecké katastrofy bylo velmi usnadněno díky nepoškozeným záznamům radiotelegrafního zařízení. Dnes stojí v místech letecké katastrofy malý kamenný pomníček se jmény obětí. Událost ve své době vyvolala velkou pozornost. Tragičnost havárie byla umocněna ještě tím, že se stala v den a hodinu, kdy ve všech rodinách lidé zasedali ke štědrovečernímu stolu.

### Druhá světová válka
Roku 1935 při volbách do Národního shromáždění bylo odevzdáno v katastru Červená 257 hlasů. Z toho 112 pro Sudetoněmeckou stranu, 98 pro Německou křesťansko-sociální stranu lidovou, 36 pro Německý svaz zemědělců, 8 pro Německé sociální demokraty a 3 hlasy obdržely české strany. Při volbách do zastupitelstva obce 12. června 1938 byl sestaven jednotný seznam Sudetoněmeckou stranou a 100% místního obyvatelstva se k ní také hlásilo. Po připojení sudetoněmeckých oblastí 30. září 1938 na základě Mnichovské dohody k Německé říši začali někteří obyvatelé odcházet do Říše. Mezi ně se zařadil například nadučitel Wenzel Schulhauser s rodinou nebo učitelka Angela Pfeil. Posledním zápisem v kronice obce je přelet vzducholodě Graf Zeppelin nad Červenou 2. prosince 1938. Ta, kromě zanechaného mocného dojmu na obyvatelstvo, rozhazovala propagační letáky. Následovalo období druhé světové války, které již kronika nezachycuje.
Dne 5. května 1945 pronikli Američané do Červené mezi sedmou a osmou hodinou večer od Blochovy továrny v Amálině údolí. V Červené se vzdalo 16 důstojníků a kolem tisícovky mužů wehrmachtu. Ve vsi stálo asi 40 vozidel, do dvorů bylo umístěno kolem 50 koní. Následujícího dne byli němečtí zajatci přesunuti směrem k Rejštejnu. Jiné německé jednotky své zajetí oddálily, když unikaly poměrně skrytou silničkou Karlina Pila – Zhůří. Ubytovaní američtí vojáci si prý příležitostně brali z domácností hodinky, šperky, rozhlasové přijímače i ložní prádlo, ale neubližovali nikomu. V hostinci byla zřízena vojenská stanice. Obsazení Američany trvalo do konce července, začátkem srpna Červenou s okolím převzali tři čeští komisaři.

### Poválečná léta a období komunismu

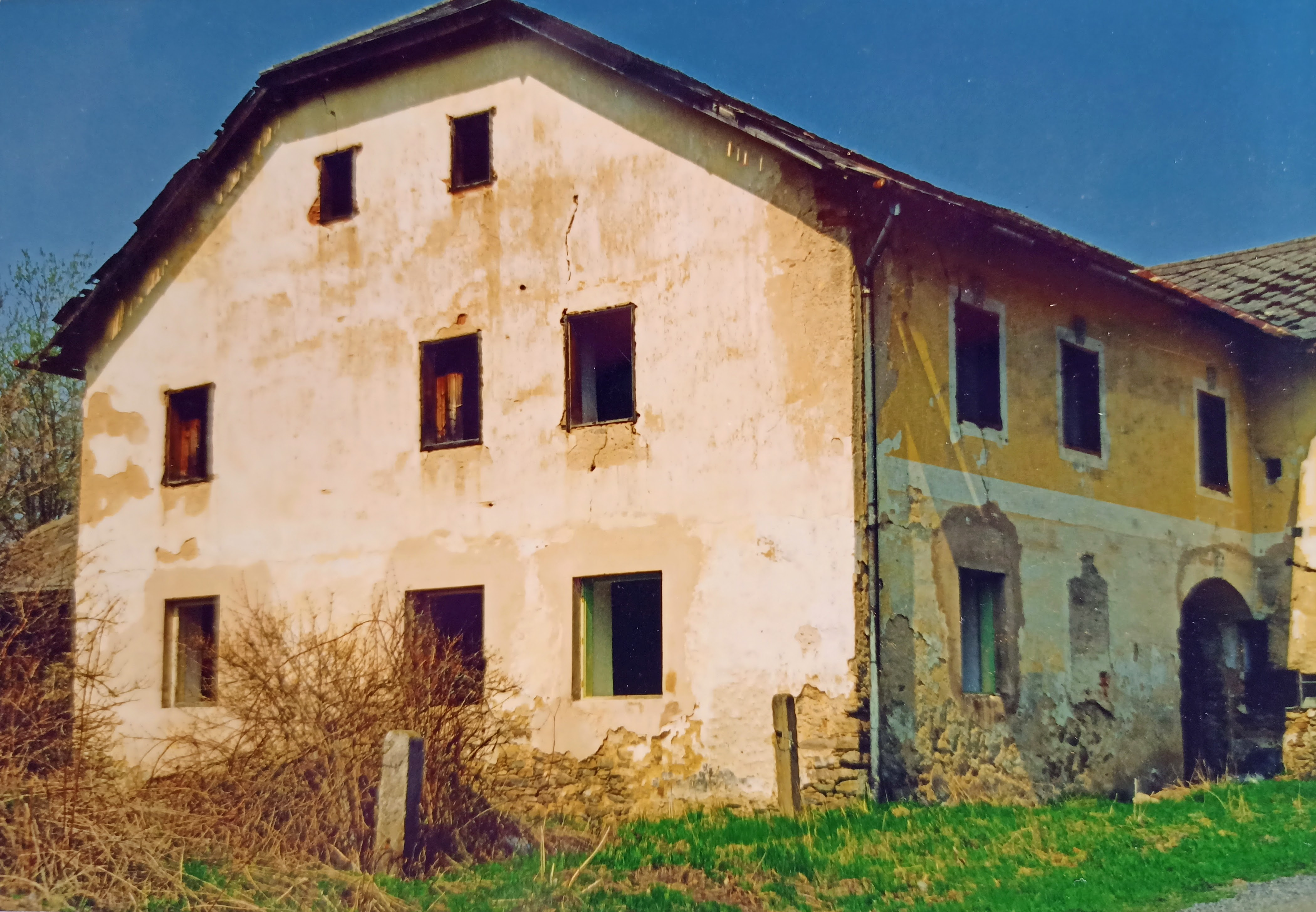
Červená č. 2 na jaře 1993

V poválečném období už nebyla psána místní obecní kronika, dílčí informace můžeme čerpat z kroniky města Kašperské Hory a z kroniky školy na Červené. Německé obyvatelstvo bylo postupně vystěhováno, poslední odsun proběhl 2. října 1946. Od roku 1945 zároveň přicházeli noví osídlenci, převážně z okolí Stach, ale také z dalších částí republiky, často i ze Slovenska. Dne 17. srpna 1947 zde ještě proběhla pouť spojená s mší svatou. Nové obyvatelstvo tvořili malí a střední zemědělci. V srpnu 1952 bylo v obci založeno Jednotné zemědělské družstvo III. typu.
| „                                                   | Soužití občanů a vzájemná důvěra mezi nimi je velmi u nás podkopána. Pryč jsou doby, kdy se lidé večer scházeli k přátelské besedě pod lipou. Místo toho nastoupilo zde chytračení a sobeckost občanů. Podle mého názoru v této době nebylo uzavřeno u nás opravdové vřelé přátelství, na které by bylo možno se spolehnout. Jsou zde vytvořeny skupiny lidí, kteří jsou čelem proti sobě. | “ |
| — učitel Adolf Kraml, Kronika obecné školy, r. 1954 | |   |

Škola byla v žalostném stavu, zájem o knihovnu a kulturu prakticky žádný, po zakoupení promítacího stroje si obyvatelé alespoň navykli navštěvovat pravidelné filmové projekce. V lednu 1953 byla obec zamořena slintavkou a kulhavkou, v únoru ji vánice a sníh na několik dní odřízla od zbytku světa. Dochází zde k neustálému velkému pohybu obyvatelstva, rodiny přicházejí a zase odcházejí. Dne 1. října 1959 byla ukončena činnost JZD a vše převzaly Československé státní statky, které utvořily na Červené farmu. Mezi lety 1962/63 byla zima obzvlášť tuhá, od poloviny listopadu až do března pokrýval zemi nepřetržitě přes metr sněhu. V roce 1968 vlastnili na Červené jen čtyři domy soukromníci, osm domů bylo v držení ČSSS, čtyři domy měly Československé státní lesy, jeden objekt patřil SOLO Sušice a poslední budovou byla škola. Dne 12. října 1972 byla dokončena asfaltová silnice spojující Červenou a Kašperské Hory. O čtyři roky později byla definitivně ukončena činnost školy na Červené a děti od té doby dojíždějí do základní školy v Kašperských Horách.

### Porevoluční roky až současnost

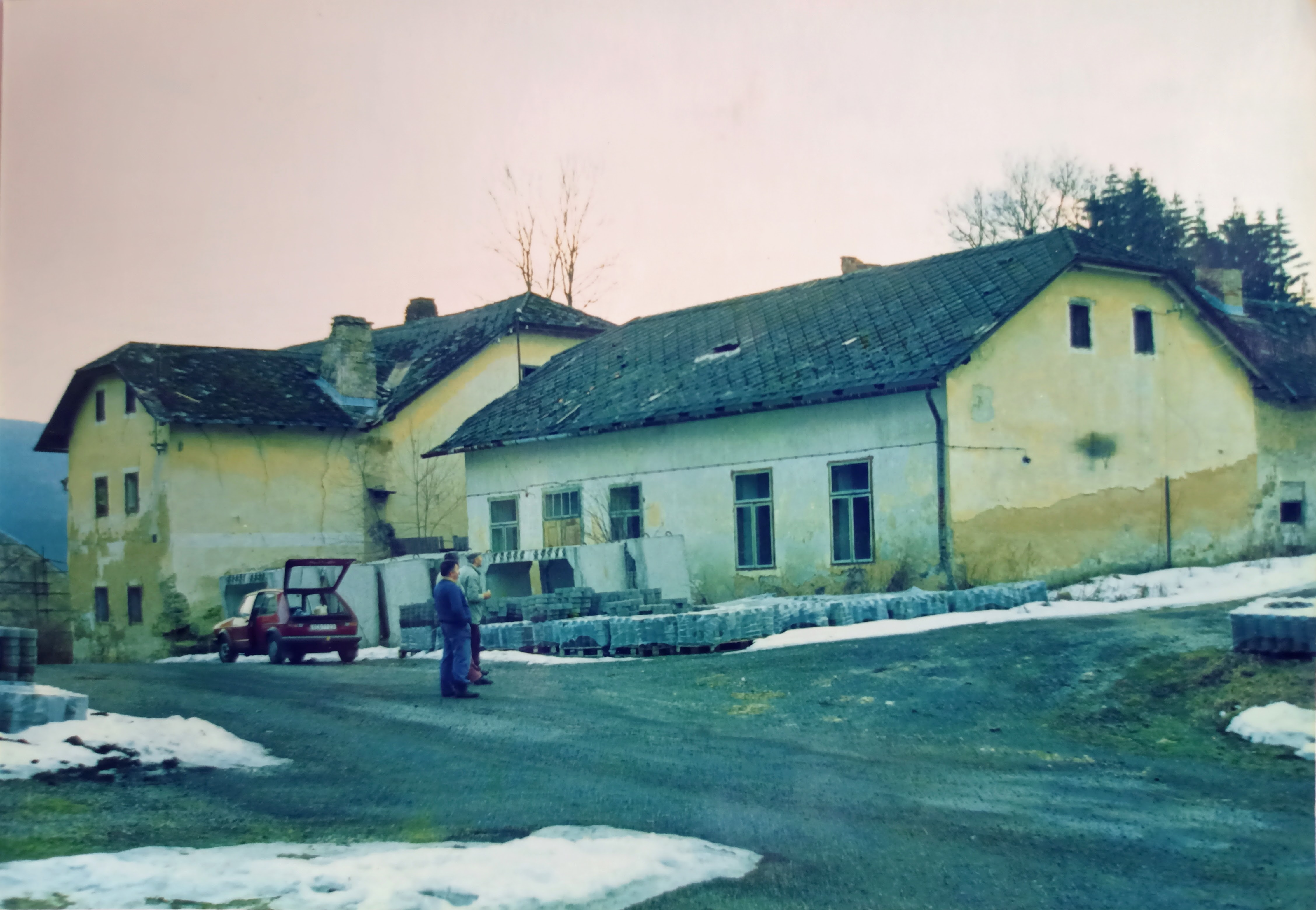
Zdevastovaný stav objektů po roce 1989

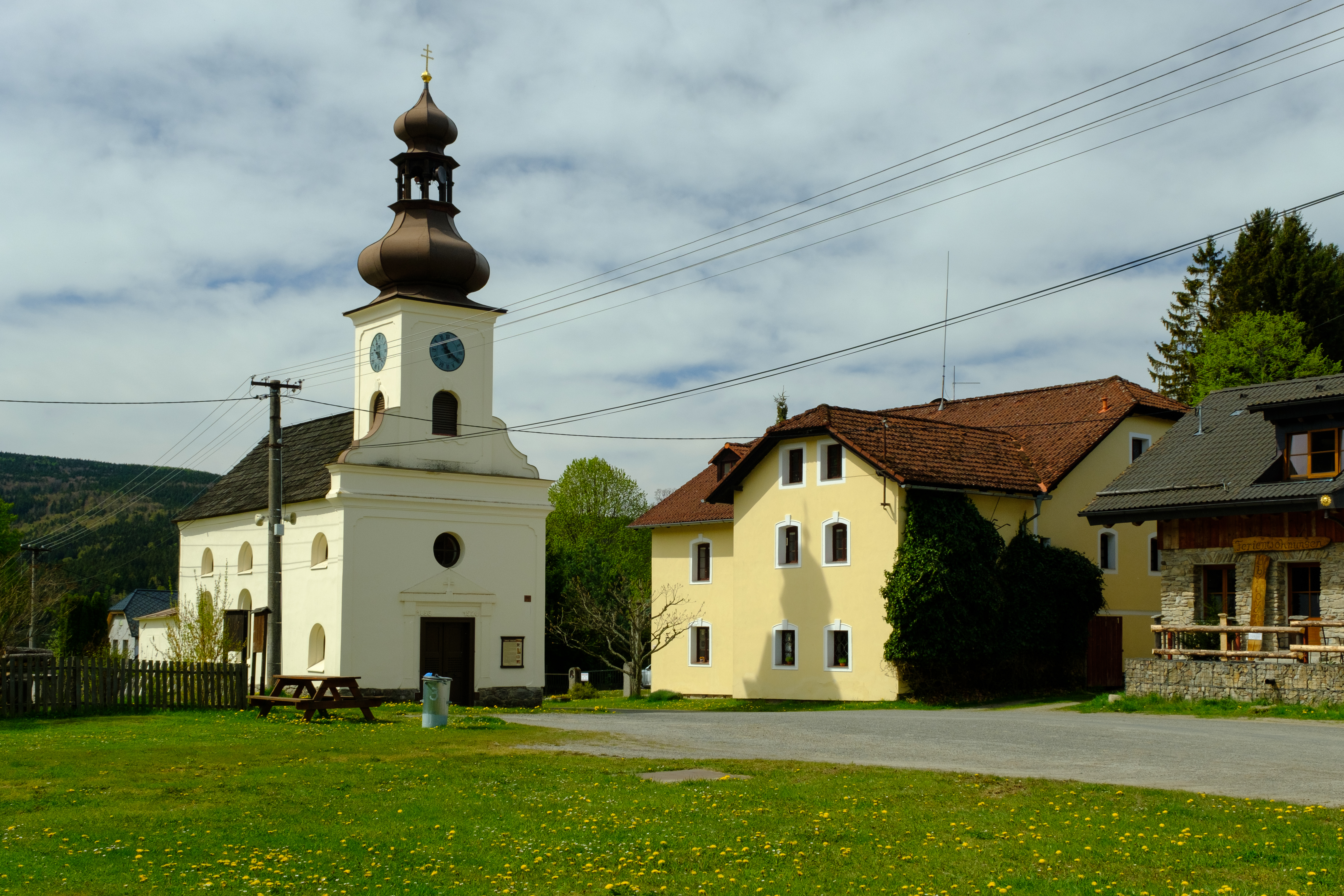
Náves s kaplí roku 2024

Po roce 1989 byl v osadě ukončen ustájený chov hovězího dobytka, nadále zde zůstaly jen pastviny na přilehlých loukách. Drtivá většina objektů (do té doby využívaných ČSSS) se nacházela v zanedbaném stavu, často bez oken a dveří, s chybějící střešní krytinou a opadanou omítkou. V domech byly náhodně probourávány otvory umožňující průjezd zemědělské techniky apod. Devadesátá léta tak byla ve znamení vracení majetku vlastníkům z prvních poválečných let, příchodu nových obyvatel a chalupářů a postupné obnovy. Od 1. dubna 1997 byla znovu zavedena pravidelná autobusová linka na trase Kašperské Hory - Rejštejn - Červená a zpět. Na jaře 2006 z iniciativy PhDr. Vladimíra Horpeniaka si obec připomněla, že uběhlo 650 let od první písemné zmínky o její existenci. Toto výročí se stalo impulsem pro obnovení tradice poutí na Červené a společnému setkávání obyvatel. V srpnu 2006 proběhl první ročník obnovené pouti, která se koná vždy týden po pouti v Kašperských Horách (tedy druhý srpnový víkend). Součástí byla opět i mše svatá a byla požehnána nová soška sv. Anny (vyrobená kašperskohorským řezbářem Vladivojem Hrachem), patronky původní malé návesní kapličky. Při příležitosti první obnovené pouti byla rovněž vydána vlastivědná publikace Červená Rothsaifen: Střípky z historie jedné šumavské vesnice od Vladimíra Horpeniaka. Publikace mapuje historii obce v letech 1356 – 2006 a její součástí je i fotodokumentace aktuálních majitelů (rodin) před svými nemovitostmi. Roku 2008 vzniká sdružení Obnova a rozvoj Červené na Šumavě (od roku 2015 "Spolek osadníků Červené na Šumavě"), jehož hlavní náplní se stala snaha o obnovu kaple Panny Marie Pomocné a pořádání poutí. Obnova kaple byla dokončena roku 2017. U příležitosti 100. výročí vzniku Československa byla zasazena 27. října 2018 poblíž návsi lípa. Roku 2020 byla Spolkem osadníků vydána do češtiny přeložená Kronika obce Rothsaifen – Červená (německý originál je přístupný na stránkách Porta fontium). Tradici obnovených poutí se daří udržovat už téměř dvacet let a je oblíbenou příležitostí k setkávání obyvatel stávajících i těch minulých, včetně návštěv původních německých obyvatel (či jejich potomků). V kapli na návsi jsou i během roku pořádány další kulturní akce: koncerty, sousedská setkání či výstavy. Během vánočních svátků je v kapli na Červené vystaven stále se rozrůstající betlém od známého šumavského řezbáře Karla Tittla.

## Přírodní poměry
Asi půl kilometru na východ od Červené roste v osadě Na Šobru dvojice památných lip. Červenou protéká Červený potok. Severněji teče Zlatý potok s pozůstatky po těžbě zlata, které jsou propojeny naučnou stezkou. V této oblasti se rozkládá přírodní rezervace Amálino údolí. Jižně od vesnice byly na říčce Losenice vyhlášeny přírodní rezervace Losenice a Losenice II; výše proti proudu do katastru Červené zasahuje též přírodní památka Obří zámek. Část území vesnice je součástí CHKO Šumava, část zasahuje do Národního parku Šumava. Patří do Evropsky významné lokality Šumava CZ0314024 a Ptačí oblasti Šumava CZ0311041. Spolu s dalšími tak tvoří soustavu chráněných území NATURA 2000.

## Obyvatelstvo
| Rok            | 1869 | 1880 | 1890 | 1900 | 1910 | 1921 | 1930 | 1950 | 1961 | 1970 | 1980 | 1991 | 2001 | 2011 | 2021 |
| -------------- | ---- | ---- | ---- | ---- | ---- | ---- | ---- | ---- | ---- | ---- | ---- | ---- | ---- | ---- | ---- |
| Počet obyvatel | 279  | 262  | 291  | 309  | 296  | 278  | 259  | 103  | 92   | 83   | 53   | 44   | 27   | 21   | 31   |
| Počet domů     | 28   | 40   | 38   | 43   | 42   | 47   | 45   | 39   | 39   | 17   | 14   | 22   | 19   | 22   | 16   |

## Obecní správa
Při sčítání lidu v letech 1850–1959 Červená byla samostatnou obcí v okrese Sušice.
Od roku 1960 je částí města Kašperské Hory v okrese Klatovy. V letech 1850–1959 k obci patřily Lídlovy Dvory a Podlesí.

## Pamětihodnosti

### Návesní kaple Panny Marie Pomocné

#### Popis

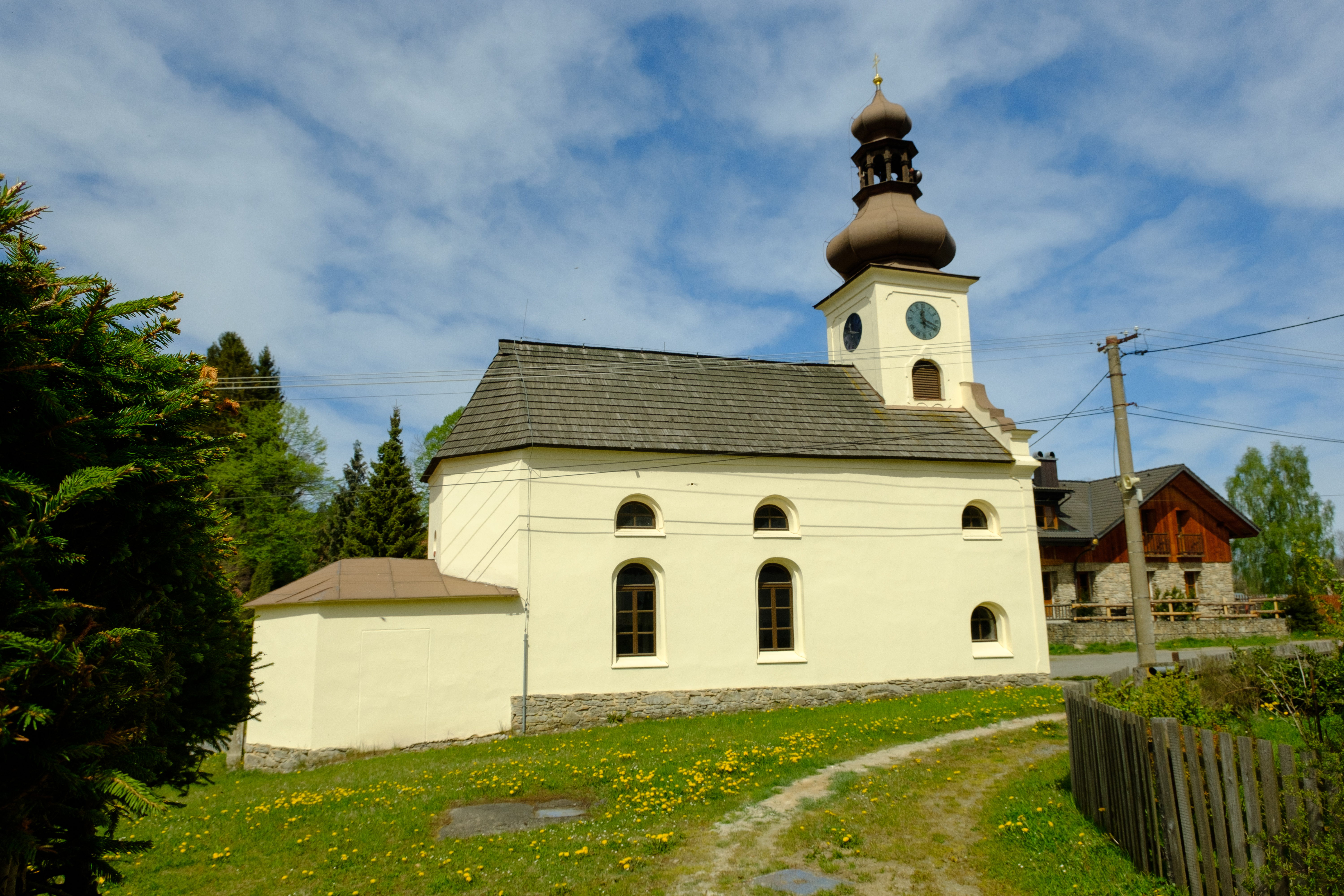
Kaple Panny Marie Pomocné, východní pohled

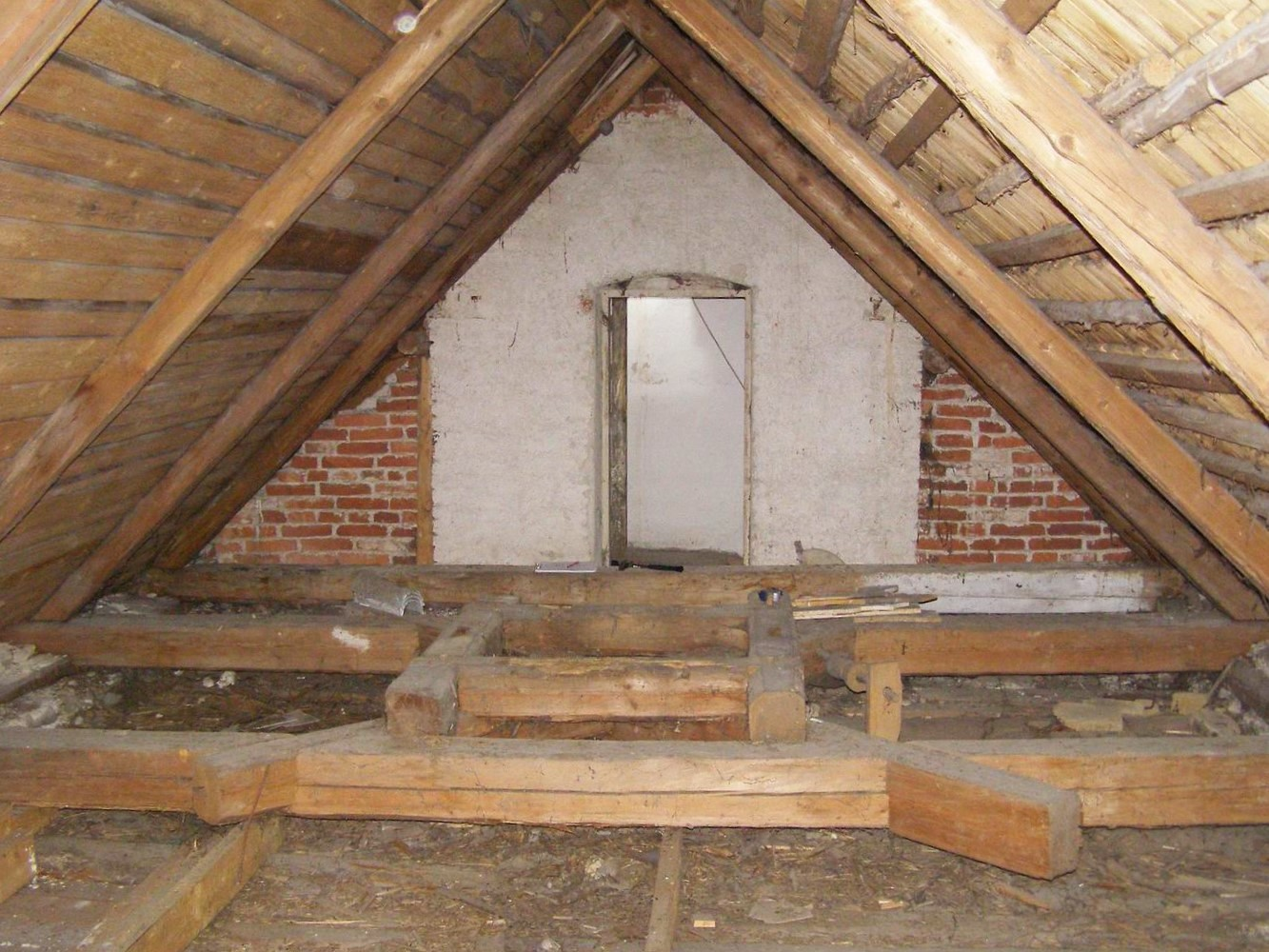
Pohled do krovu nad lodí s tesařskou konstrukcí, která vynášela původní věžičku

Kaple stojí na návrší uprostřed ulicové rozšířené návsi a tvoří pohledovou dominantu sídla. Jedná se o přechodový typ mezi vesnickou kaplí a kostelem. Stavba je neorientovaná (podélná osa přibližně ve směru S-J s oltářem na jižní straně), jednolodní s trojbokým závěrem presbytáře, k němuž je přistavěna nižší sakristie ve shodné šířce a rovněž s trojbokým závěrem. Presbytář s lodí tvoří jeden celek s plochým stropem, překryty jsou sedlovou střechou (šindel), v závěru s polygonální valbou. Nad sakristií je výrazně plochá sedlová střecha rovněž zakončená polygonální valbou (pozinkovaný plech). V průčelí je hranolová věž jejíž severní fasáda lícuje s průčelím lodi a k jejímž bokům jsou přisazena drobnější ozdobně vykrajovaná křídla. Věž vrcholí polygonální cibulovou bání s osmibokou lucernou, další cibulí, makovicí a křížem. Fasády člení předsazený sokl vyzděný z lomového kamene a průběžná zděná nevýrazně předsazená korunní římsa. Omítky fasád štukové. Hlavní severní průčelí člení lisénový rám se zalamovanými a zvlněnými rohy; v jeho středové ose umístěn pravoúhlý vchod, architektonicky rámovaný jednoduchými pilastry, na kterých spočívá plošná, překladově pojatá římsa s omítkovým naznačením trojúhelného štítu, pod římsou provedeny v omítce 2 letopočty (1856 a 1928). Loď má vysoká půlkruhově (s mírným stlačením) zakončená okna a nad nimi jsou další nižší a rovněž půlkruhově zakončená okénka. Horní část třetího patra věže je ze všech čtyř stran osazena kruhovými hodinovými ciferníky.  Krov nad lodí je tvořen šesti jednoduchými vazbami složenými pouze z krokví a vazných trámů. Mezi druhou a třetí vazbou je na vazných trámech uložena konstrukce, která dříve nesla osm sloupků původní věžičky. V trámech této konstrukce je patrných osm dlabů pravidelně rozmístěných do tvaru osmiúhelníku. Trámy jsou spojeny rybinovým plátem a dřevěnými kolíky. Přízemí s prvním patrem (chórem) spojuje točité dřevěné schodiště, které pokračuje i do druhého patra, kde je hodinový stroj a vstup do krovu lodi. Samotná věž, kde se nachází i zvon, už přístupná není.

#### Vznik a stavební vývoj kaple

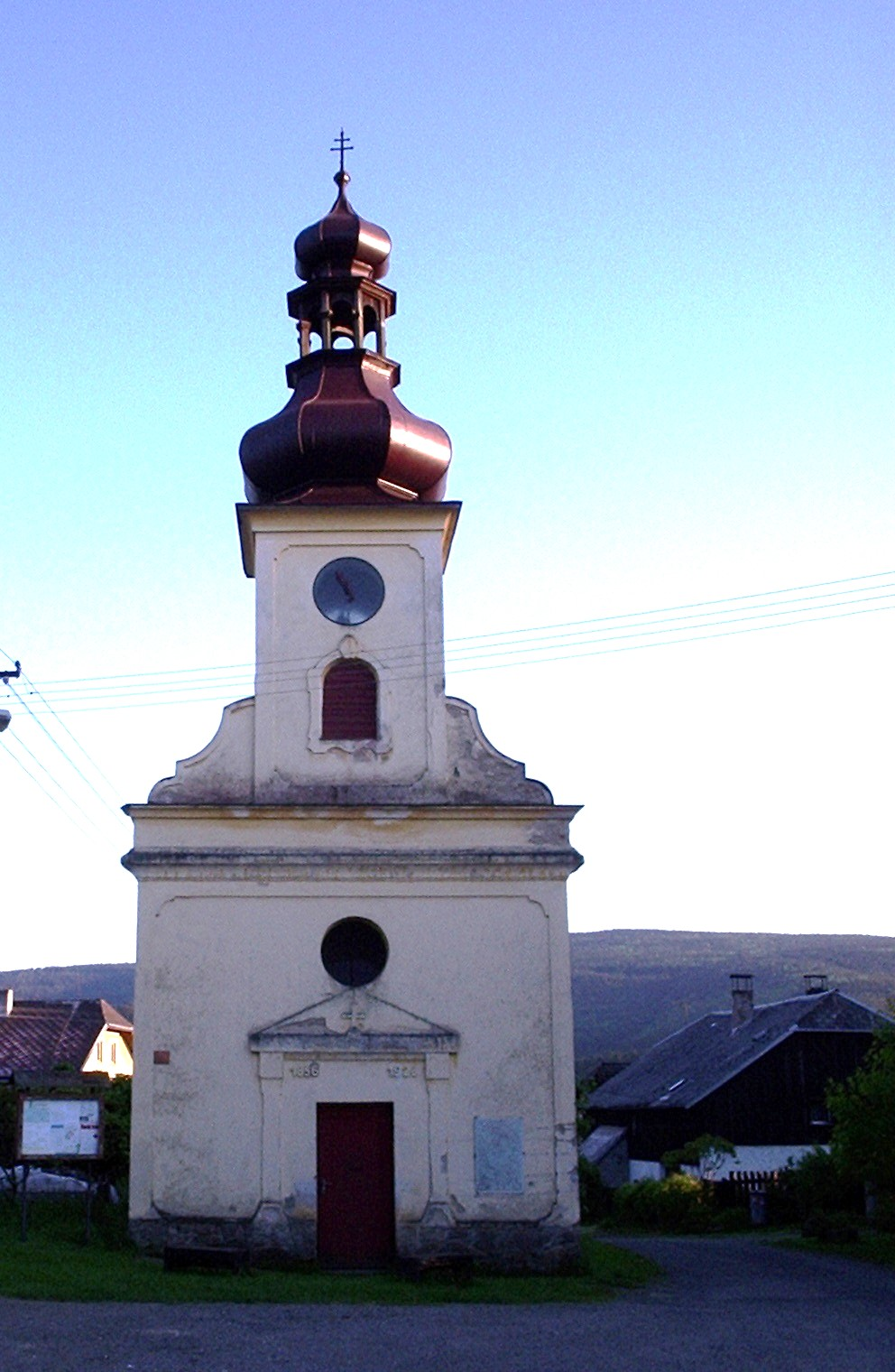
Stav kaple v roce 2006 před započatou obnovou

Na místě dnešní svatyně stávala původně menší kaplička zasvěcená patronce horníků - svaté Anně. V polovině 19. století byla tato kaple již značně zchátralá a svými malými rozměry nedostačující pro potřeby větší osady. Jak vypráví místní kronika, nápad na zřízení nové kaple vznikl při rybaření. V roce 1856 byl na Červené učitelem pan Antonín Frána (rodák z Tedražic u Sušice) a katechetou školy byl páter Franz Grössel, kaplan z Kašperských Hor. Jejich koníčkem bylo rybaření a začátkem května roku 1856 při jednom ze společných rybolovů vyprávěl pan kaplan panu učiteli svůj sen. Zdálo se mu, že sloužil na Červené s žáky po vyučování mši svatou, ale před oltářem byl obraz Panny Marie Pomocné (v té době ovšem v obci byla jen malá kaplička zasvěcená sv. Anně). Pana učitele tento nápad nadchl a proto oba ještě v květnu vystoupili s návrhem, aby byla postavena nová větší kaple, tentokrát zasvěcená Panně Marii Pomocné. K realizaci záměru se spojila většina obyvatel Červené (zvláště pak se zasloužil zemědělec Martin Wurm z č. 8) a okolí. V několika dnech se počalo s přivážením kamene, vápna a potřebného dřeva, později i šindele. Na stavbu byli přijati zednický mistr Václav Gruber a tesařský mistr Augustin Waclawick, oba z Kašperských Hor. Oltář provedl a osadil kašperskohorský truhlář a řezbář Prokop Mack. Stavba byla dokončena už 15. srpna téhož roku na svátek Nanebevzetí Panny Marie, ale protože se toho dne konala poutní slavnost na Srní, byla kaple slavnostně vysvěcena až o týden později (22.srpna 1856) okresním vikářem a farářem z Rejštejna Franzem Trachtou. Sbírky a dary přispěly k vybavení kaple. Kronika zmiňuje např. oltářní obraz Panny Marie Pomocné bezplatně namalovaný P. Ignazem Schmidtem (druhý kaplan v Kašperských Horách), skleněné svícny s pozlacenými nástavci zhotovené Josefem Klostermannem z Bílého Potoka č. 6 a Josefem Schmidtem, sklářským mistrem z Vogelsangu. Do nové kaple byla přenesena původní soška svaté Anny a nově darovaná soška Panny Marie od Terezie Franz z č. 14. Ze staré kaple byly rovněž přeneseny obrazy křížové cesty, již dříve darované paní Marií Hoidn z č. 3.  Podle Trajerova Popisu českobudějovické diecéze měla Červená v době výstavby kaple školu, 22 domů a 232 obyvatel.

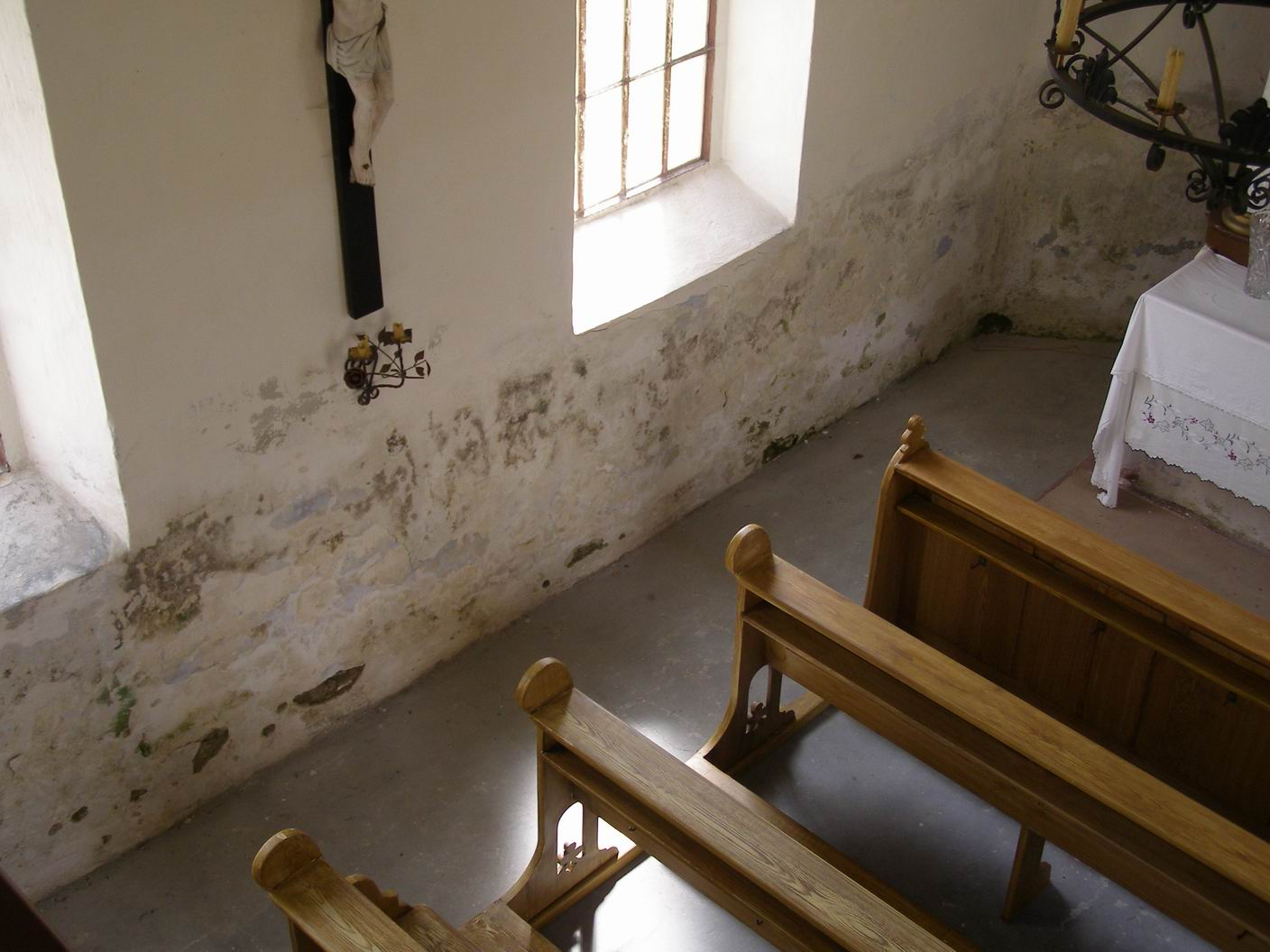
Pohled z chóru do lodi před obnovou – vlhké stěny, betonová podlaha

Už o dva roky později došlo k významným stavebním úpravám kaple, aby se do ní vešly varhany. Pan učitel s panem katechetou získali na toto rozšíření od císaře Ferdinanda a císařovny Karolíny Augusty 150 zlatých. Ke zvětšení kaple byli povoláni dřívější stavitelé, kteří zvedli strop i střechu a provedli potřebné tesařské práce k přistavění chóru. Rovněž byla stržena vstupní zeď a dveře a kaple byla prodloužena o předsíň. Varhany byly zakoupeny od varhanáře Jana Fischpery v Palvínově u Hartmanic. Mše svatá pak byla sloužena před školním vyučováním a pan učitel Frána doprovázel s varhanami kostelní písně.
V roce 1892 byla uspořádána sbírka mezi místním obyvatelstvem, která vynesla 70 zlatých. Za ně bylo opraveno vnitřní zařízení kaple, opatřeny dvě nové lavice a kazatelna. Krajankou Karolínou Fischerovou byl pořízen za 70 zlatých ve Vídni nový oltářní obraz Panny Marie Pomocné. Roku 1898 se obec postarala o vystavění nové sakristie při kapli (výlohy spočteny na 200 zlatých). O dva roky později bylo provedeno oplechování věže, až dosud kryté šindelem.
Roku 1928 došlo opět k významnější stavební úpravě. Nad vstupem do svatyně vznikla nová vyšší věž s lucernou a bání, fasáda průčelí byla plasticky upravena. Věžní hodiny byly kapli darovány rodákem Engelbergem Franzem, který po první světové válce odjel ke svým třem synům do Ameriky. Statek předal svému čtvrtému synovi, kterého pověřil zabezpečením instalace hodin na věž (tyto hodiny stály 12 tisíc korun). Posvěcení nové věže spolu s hodinami se událo 18. září 1928.
Další život osady i kaple poznamenalo vysídlení německých obyvatel po druhé světové válce. Kaple chátrala a byla úmyslně devastována zvláště v 60. a 70. letech. Nejcennější kusy zařízení tenkrát z důvodů bezpečí odvezl na faru v Kašperských Horách administrátor František Novák. Z jeho podnětu a přispění byla realizována konzervační oprava a zabezpečení kaple na počátku 80. let. 

#### Poslední obnova a současnost

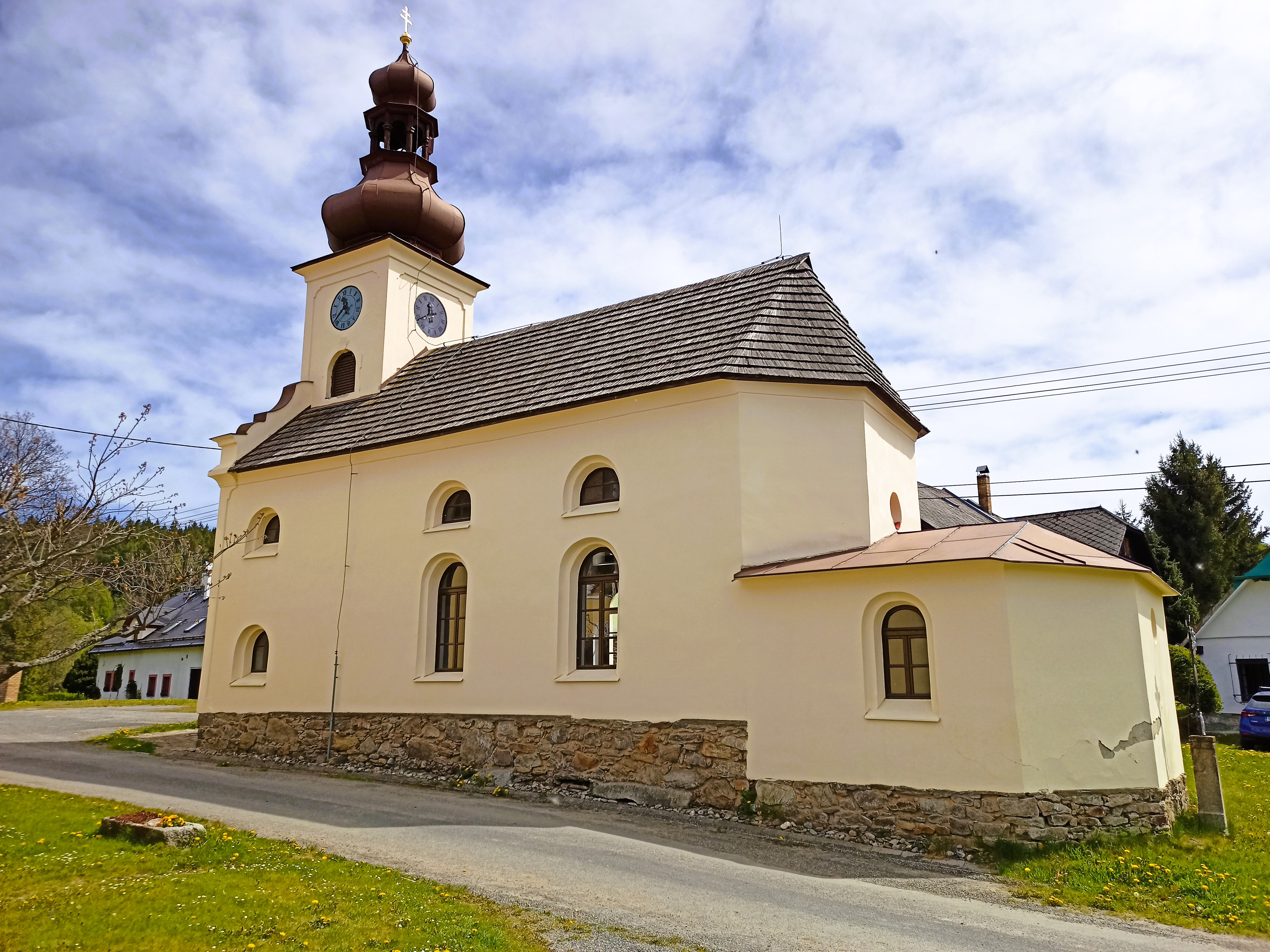
Pohled západní na kapli Panny Marie Pomocné v dubnu 2024

Nový život se vrátil do kaple až s prvním desetiletím 21. století. Od roku 2006 (650 let od první zmínky o obci) se na Červenou vrátila tradice poutí. Součástí je i nedělní mše v kapli. Odtud se také datuje postupná obnova kaple iniciovaná Spolkem osadníků Červené a realizovaná městem Kašperské Hory. V první fázi došlo k výměně plechové střešní krytiny za původní šindelovou, odvlhčení stavby s pomocí drenáže a výměny betonové podlahy za dlažbu. V jednom z nedalekých domů byl nalezen uschovaný původní hodinový stroj, který byl znovu uveden v provoz a osazen v kapli. Od roku 2008 tak věžní hodiny, které jsou denně natahovány místním dobrovolníkem, znovu ukazují správný čas. O šest let později byl do kaple zaveden elektrický proud a ciferník v nočních hodinách nasvícen. Roku 2009 byla osazena nově pozlacená makovice s upomínkovým obsahem a křížek na vrchol věže. V rámci dalších oprav byly obnoveny vnitřní i vnější omítky, vyměněny všechny okenní výplně za dřevěná prosklená okna a osazena replika původních dřevěných dveří (originál rovněž nalezen v jednom z místních objektů) místo nevyhovujících plechových. Obnova byla dokončena v listopadu 2017. Objekt je v majetku města Kašperských Hor, ale v dlouhodobém pronájmu ho má Spolek osadníků Červené, který v kapli organizuje bohoslužby, ale také koncerty a drobná sousedská setkání při příležitosti rozličných svátků. Kaple na návsi se tak opět stala přirozeným ústředním bodem života v obci.

### Kaplička na rozcestí

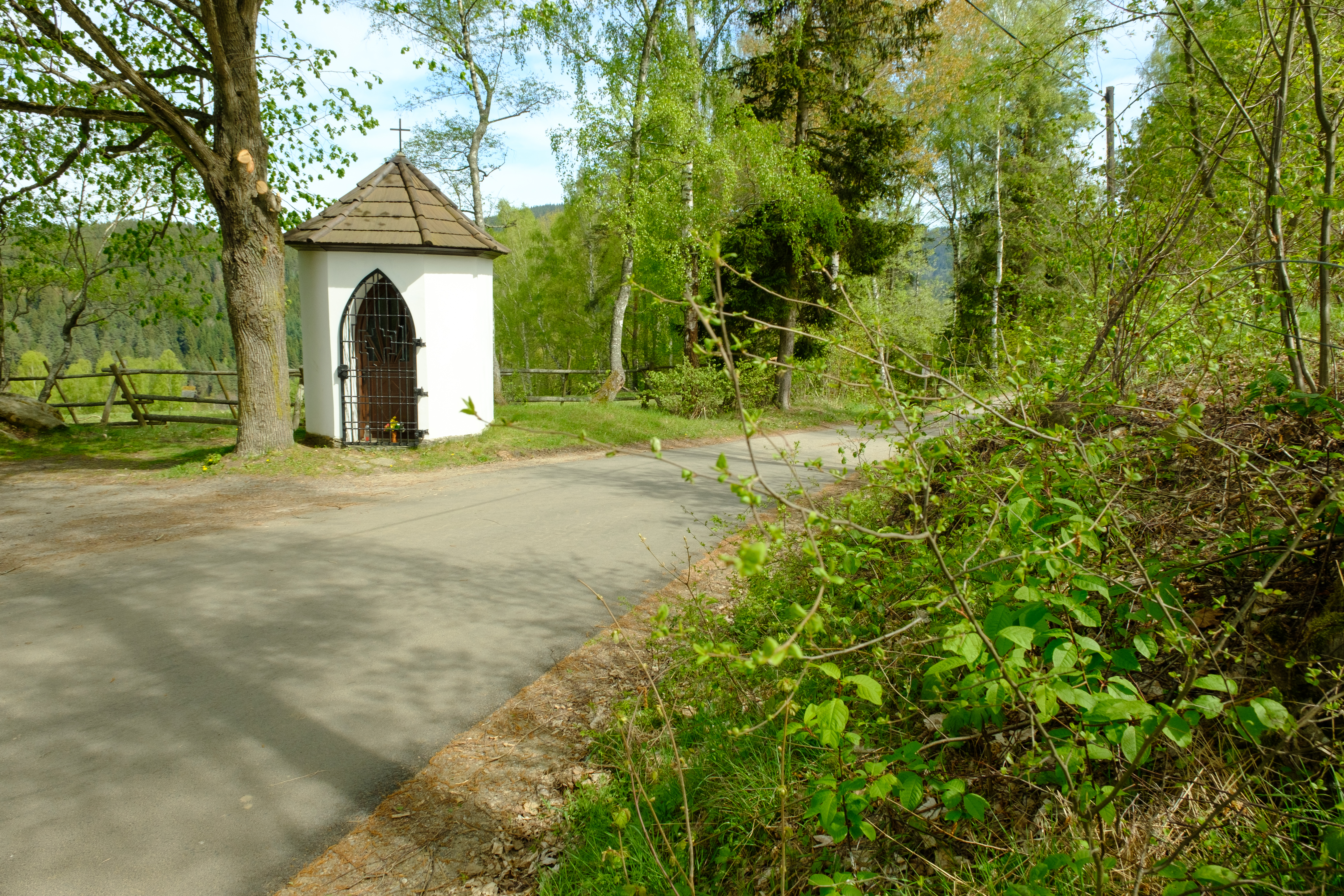
Kaple postavená k uctění obětí 1. světové války

Na rozcestí severně od Červené při hlavní silnici do Kašperských Hor stojí malá kaplička věnovaná uctění obětí první světové války. Jedná se o jednoduchou zděnou stavbu osmiúhelníkové základny s jehlancovou střechou krytou šindelem a s křížkem na vrcholu. Kaplička je opatřena pouze malým kruhovým okénkem a dřevěnými (zčásti prosklenými) vchodovými dveřmi zakončenými lomeným obloukem. Vchodem, dnes krytým mříží, se stavba obrací směrem k Červené. Památník byl vysvěcen již v listopadu 1917 děkanem Antonínem Wagnerem v přítomnosti občanů obce, hasičů a válečných veteránů. Uvnitř byl malý oltářík Panny Marie a na stropě malba znázorňující Anděla míru s umírajícím vojákem. Kolem fresky byla slova: "Padlým hrdinům". Zakladateli kaple byli manželé Josef a Filomena Wurmovi (Červená č. 8), jejichž iniciály "J-F-W" se nacházely na stěně uvnitř kaple. Po odsunu německých obyvatel po druhé světové válce a následném období komunismu stavba chátrala a po roce 1989 se nacházela ve zdevastovaném stavu. Roku 1992 byla dokončena její oprava zásluhou německých krajanů manželů Fuchsových. Paní Waltraud Fuchsová je vnučkou zakladatele stavby pana Josefa Wurma a Červenou byla nucena spolu se svou rodinou opustit jako sedmiletá. Každoročně pak probíhalo u kapličky setkávání původních obyvatel i její údržba. V současnosti má kapli (po dohodě s manžely Fuchsovými a za jejich finančního přispění) v nájmu od majitele (město Kašperské Hory) Spolek osadníků Červené, který se zavázal zajistit potřebné opravy i každodenní péči o tuto stavbu.

### Škola

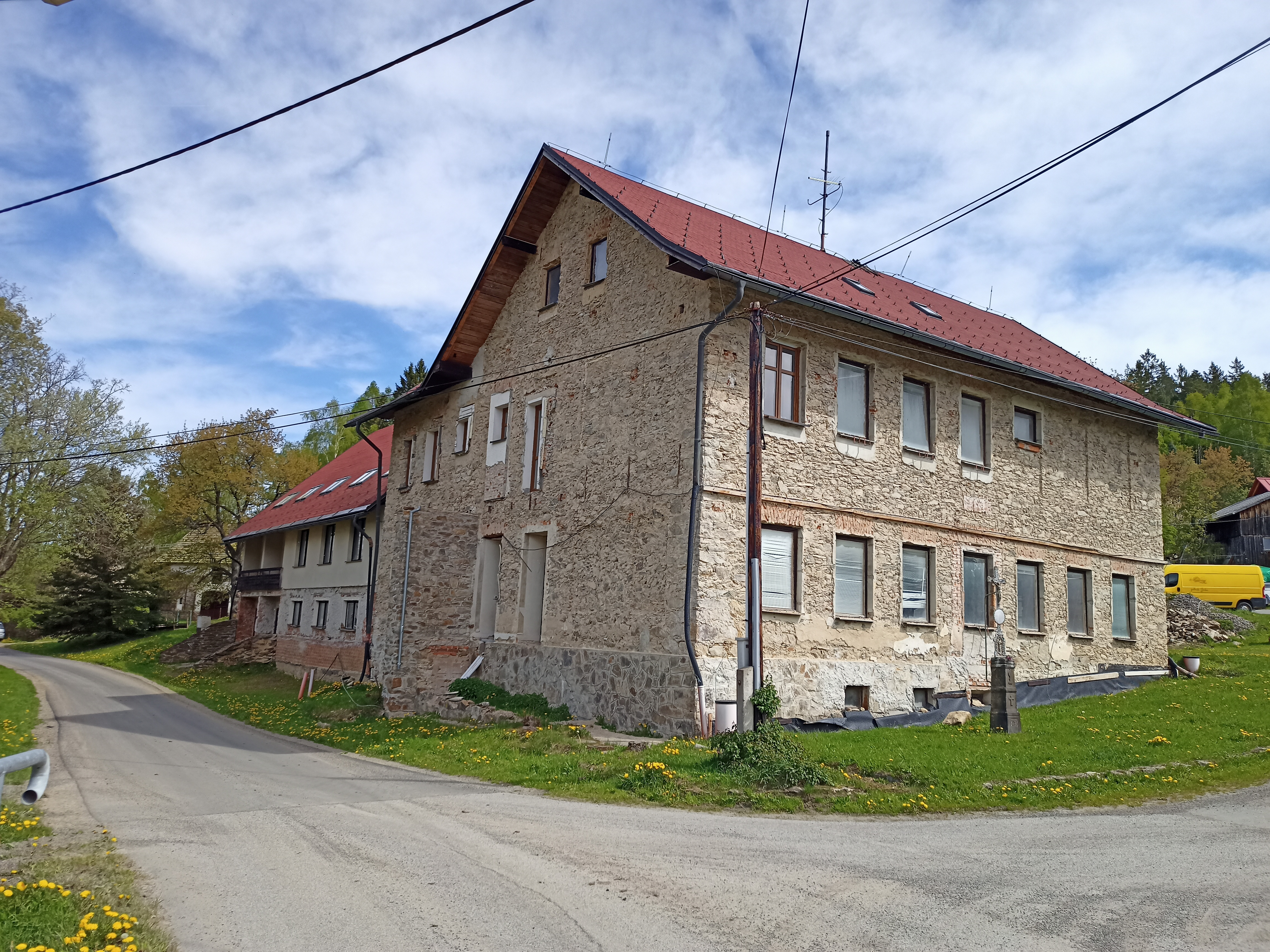
Stávající stav bývalé školy a později hotelu Draga

Škola byla založena v roce 1819 jako jednotřídní putující škola. Učitel učil děti v místnostech statků, které se vždy po týdnu měnily. Školní docházka tehdy trvala šest let a vyučoval zde školní pomocník, tj. většinou budoucí učitel. To bylo také důvodem, že žádný z těchto vyučujících se v Červené nezdržel déle než dva roky. Později si obec pronajala jednopatrový dům pro výuku dětí, který byl přistavěn k hospodářství č. 2 na Červené. Poté přesunula obec školu do tzv. pazderny. Brzy však domek nestačil, ve 30. letech 19. století vzrostl počet školou povinných dětí na více než šest desítek.
V roce 1837 byla stavebním dozorcem Augustem Watzlawickem postavena stará budova školy (Červená č. p. 22), za svou existenci vděčila obci Červená a Lídlovy Dvory. Jelikož učebna měla místo asi pro 50 žáků, výškou a druhem stavby nesplňovala zákonné požadavky a na konci školního roku 1887/88 bylo již 92 školou povinných dětí, školní inspektor N. Ladenbauer upozornil, že školní obvod musí učinit nezbytné kroky pro stavbu nové budovy.
V březnu 1892 byly zadány tesařské, zámečnické a kamenické práce (materiál byl na parcelu č. 316, dnešní č. p. 36, dodán už v prosinci 1891). Dne 1. března byla také v aukci prodána původní školní budova č. p. 22 nejvyšší nabídce manželů Matschinerových za 895 florinů. Základní kámen nové budovy byl položen 19. dubna 1892 a vysvěcen městským děkanem Franzem Hirnschrodtem (tento kámen se nacházel v jihozápadním rohu nové budovy školy). Stavbu vedl otec ředitele školy, zednický mistr Franz Beywl z Hartmanic. Starosta obce Franz C. Matschiner (č. 29), Ignaz Wurm (č. 2), Johann Prexl (č. 1) z Červené a Ignaz Bastar (č. 11) z Lídlových Dvorů se nabídli učinit stavbu za 6 955 florinů. Od vysokého zemského výboru byla školnímu obvodu Červená přislíbena dotace ve výši 600 florinů. Dne 23. října 1892 byla nová budova slavnostně vysvěcena okresním vikářem Johannem Jungbauerem a v obecní kronice se můžeme seznámit s detailním popisem této události: "Tento den přinesl sníh a bylo velmi nepříjemné počasí. Na oslavě vysvěcení se objevil také zástupce města pan Kreuβ z Kašperských Hor, JUDr. Ottokar Novotny, notář z Kašperských Hor, a mnoho učitelů z Kašperských Hor. Ukázalo se velké množství lidí také z velké dálky. Dělbuchy zněly, když se uskutečnilo vysvěcení slavnostně vyzdobené školy. Během vysvěcení zpíval kašperskohorský mužský pěvecký spolek úchvatný sbor “Toto je den Páně.” Po vysvěcení pan kanovník pronesl k rodičům blahodárnou řeč a kladl jim hodnotu školy vřele na srdce. Ředitel školy Franz Beywl zdůraznil, že jako opravdový rakouský pedagog bude vychovávat jemu svěřenou mládež k opravdové lásce k vlasti, ke správné bohabojnosti a k duchovní zralosti. Člen místní školní rady si přál, aby tato nová škola byla hradem, ze kterého v příchozích dnech vyjdou stateční muži pro Boha, císaře a vlast. Před těmito osloveními pan kanovník třikrát zvolal k patronovi školy císaři Franzi Josefovi I. a svatosti papeži Leovi XIII. Dva žáci ve jménu svých spolužáků slíbili, že se v této nové škole vyznamenají pílí, touhou se učit, počestností a pobožností. Průvod se pohyboval ke kapli, zněla muzika a dělbuchy se rozduněly. Pan děkan Hirnschrodt pořádal slavnostní mši. Poté se slavnostně stolovalo u starosty obce Ignatze Wurma (č. 2), kde nechyběly jadrné přípitky. Teprve pozdě se hosté rozešli. Tento den zůstane pro obyvatele školního obvodu nezapomenutelným." 
Do veřejné správy byla budova převzata 4. listopadu 1892 a o tři dny později se ve východní učebně školy uskutečnilo první vyučování. Celkem školu v té době navštěvovalo 102 žáků. V dubnu 1893 byla vybudována školní zahrada ležící severně od školy. Po roce 1938 musela být dočasně škola uzavřena. Část obyvatel odcházela do Německé říše a mezi nimi i nadučitel Wenzel Schulhauser s rodinou či učitelka na výpomoc Angela Pfeil. Nějakou dobu sloužila budova školy k ubytování říšsko-německého vojska.
V prvním poválečném školním roce 1945/46 se ve škole nevyučovalo. Výuka byla obnovena od školního roku 1946/47 s počtem 13 dětí (2. října 1946 proběhl poslední odsun německé části obyvatelstva). Učitelé se zde střídali po roce, maximálně dvou. Z kroniky školy se dozvídáme, že budova byla v žalostném stavu, kromě třídy všechna okna rozbitá a těmi zbylými do třídy táhne. Během školního roku 1951/52 byla obecní knihovna přestěhována do budovy školy, ale setkávala se s pramalým zájmem. Veškeré obyvatelstvo se skládalo z nově příchozích osídlenců a často se po krátké době opět stěhovali z Červené dál a proto se žáci často obměňovali a jejich počet střídavě klesal a stoupal, v padesátých letech bylo ve škole obvykle přihlášeno přes dvacet dětí. Od školního roku 1955/56 nastupuje na místo ředitele školy pan Jaroslav Chmelík, který zde vyučoval až do ukončení jejího provozu. I on při nástupu konstatuje, že je školní budova zpustošena, v učebně chybí řádná kamna, skříň a umyvadlo, zanedbaná hygiena, pomůcky poničeny a ve třídě schází vnitřní okna. Od roku 1956 dochází k postupným opravám, nejčastěji formou brigád pana učitele s manželkou a žáků (lakování oken a podlah, výmalba). Na počátku šedesátých let byla oplocena část školního pozemku vedle hřiště a zřízena školní zahrada. Počet žáků už nepřesahuje v žádném školním roce dvacítku a pomalu klesá. V sedmdesátých letech už do školy chodí méně než deset dětí. Počítá se s jejím zrušením po dobudování asfaltového spojení s Kašperskými Horami (stejně byl ukončen i provoz školy v Tuškově po vybudování kvalitní silnice). Silnice na Červenou byla dokončena na podzim 1972 a roku 1976 byla škola definitivně uzavřena (nadále měla budova sloužit pionýrské organizaci při ZDŠ v Kašperských Horách). Od září 1976 byly děti z Červené a přilehlých usedlostí sváženy mikrobusem do školy v Kašperských Horách. Tento systém přetrval až do 90. let, poté byl nahrazen pravidelným autobusovým spojením, které dvakrát denně v pracovní dny (čas odpovídá školnímu vyučování) jezdí na trase Kašperské Hory - Rejštejn - Červená a zpět.
Na přelomu 80. a 90. let byla bývalá škola přestavěna a rozšířena o další budovu. Sloužila s různými přestávkami a změnami majitelů v 90. letech a v prvním desetiletí 21. století jako hotel s kapacitou 45 lůžek. Momentálně již několik let prochází opět stavebními úpravami a čeká na novou funkci.

### Mlýny, pily, sirkárna a vodní elektrárna

#### Mlýny

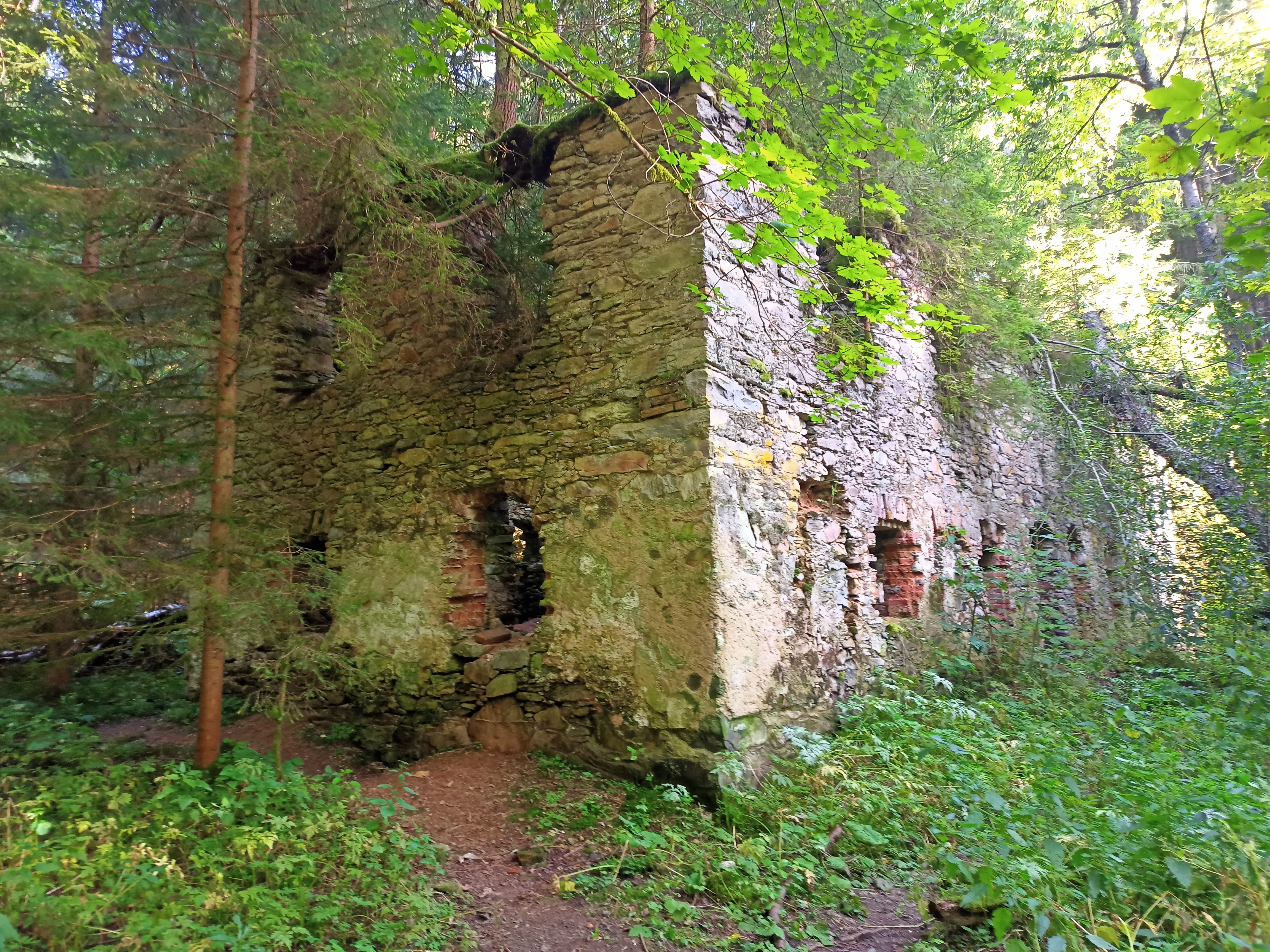
Pozůstatky Klostermannova mlýna v údolí Losenice

Díky blízkosti horských toků, osídlení a místnímu zemědělskému hospodaření vzniklo v údolích u Červené zřejmě již ve středověku několik obilných mlýnů: na Zlatém potoce (Zollerbach) mlýn Na rybníce (Weihermühle), vzdálenější Plánský mlýn (Planskermühle), na Losenici poblíž kamenného moře v místě Riesenbach (Buzošná) mlýn patřící kdysi Richardu Klostermannovi, mlýn Kaltmühle u Karliny Pily, nad soutokem se Zlatým potokem Žitný mlýn (Kornmühle). Mlynář z mlýna Na rybníce (u dnešní seismické stanice) míval zvláštní právo pastvy. V lesích města Kašperské Hory směl pást 10 kusů hovězího dobytka a 10 ovcí. V tomto mlýně dlouhou dobu sídlila rodina Tuschků, poslední majitel se jmenovat Ferdinand Winter. 

#### Pily, sirkárny
Vítaným zdrojem energie pro zpracování dřeva byly místní vodní toky. V 1. polovině 19. století pracovaly v okolí Červené malé vodní pily – u Kaltmühle, na Bílém (Pěnivém) potoce a také na Losenici nedaleko Kaisrova Dvora. Výrobce rezonančního dřeva, Josef Bienert z Modravy, založil na Losenici v roce 1862 Karlinu Pilu. Řezala se zde obyčejná prkna, pracoval tu i stroj na výrobu šindele. Roku 1867 podnik přešel do majetku města Kašperských Hor. Podle knihy Im Lande der künischen Freibauern nedlouho po vzniku Karliny Pily zřídil v sousedství Josef Wendlberger z Červené další podnik a sice malou sirkárnu se soustružnictvím dřeva. Práci tu nacházelo kolem 12 dělníků. Sirkařského zboží se tu prý vyrábělo dost a tak každý týden odtud vyjížděl vrchovatě naložený koňský povoz k stanici dráhy u Horažďovic. Je také možné, že tento podnik mohl pracovat jako filiálka pro sirkárnu Samuela Kohna v Horažďovicích. Katastrofu však znamenal rok 1903, kdy pila i sirkárna do základů vyhořely. (Podle Tomáše Cihláře mala sirkárna pracovala i na Riesenbachu.) Pracovní příležitosti asi pro 120 lidí dávala od roku 1873 sirkárna H. J. Simlicka v Amálině údolí pod Kašperskými Horami. Na počátku 20. století se podnik začal orientovat na obchod s dřívím a hoblování dřevěných tyčinek k okenním žaluziím. Štraubova pila v údolí Losenice byla zřízena po 1. světové válce bratry Juliem a Adolfem Straubovými. Jejich otec, rodák z okolí Hartmanic, koupil usedlost č. p. 2 v Lídlových Dvorech s pozemky v okolí. Straubovy syny však práce v hospodářství neuspokojovala a tak na rodinných pozemcích na břehu Losenice (v tzv. Sofiině, Žofiině údolí) založili podnik, který se postupně rozrůstal. Závod produkoval stavební dříví, podlahová prkna, bedny a bedýnky pro transport zboží. Podnik, nověji zvaný pila Červená, se udržel i v poválečných letech.

#### Vodní elektrárna
S podporou státu si červenští občané vybudovali už roku 1919 vlastní elektrárnu. Nacházela se na Losenici u Buzošné a zasloužil se o ni především Engelbert Matschiner, sedlák z Lídlových Dvorů. O provoz elektrárny se staral Leopold Gregorides se svou manželkou z domu č. p. 33 v Buzošné. Dle kroniky obce byly vynaložené náklady na elektrárnu 700 000 korun. Díky vymoženosti elektrického proudu mohl v Červené do noci svítit i hodinový ciferník na věži kaple uprostřed návsi. Vodu přiváděl otevřený náhon o délce 450 m a spádu 23 m pro Francisovu turbínu. Elektřinu vyráběl třífázový generátor o výkonu 60 kW z roku 1920. V rozvodně byl osazen 1 transformátor o výkonu 60 kVA z roku 1922. Vedení VN o napětí 10 kV spojovalo elektrárnu Červená s elektrárnou v Radešově. 

#### Železná huť s vysokou pecí
Oblast Červené vstoupila i do dějin šumavského železářství. Na Losenici v Žofiině údolí pod Lídlovými Dvory byla ve 2. polovině 17. století založena železná huť s vysokou pecí. K ní náležely tři hamry u Horské Kvildy. Vysoká pec pracovala až do roku 1699 a po jejím zániku byla na jejím místě postavena papírna. Výroba železa měla na Kašperskohorsku poměrně starou tradici. V okolí města existovala železná huť už ve 14. století a měla nepochybně souvislost s rozvojem místní těžby zlata. Její existenci nám připomínají jména hamernických mistrů Johanna (1396) a Václava (1399). Nářaďový hamr v údolí Zlatého potoka pracoval ještě v polovině 18. století.

#### Druhá nejstarší papírna na Šumavě
V blízkosti Červené pracovala druhá nejstarší papírna (po Českém Krumlovu) a sice u Lídlových Dvorů na Losenici. Byla založena na samém konci 17. století, zřejmě v roce 1699. Prvním papírnickým mistrem v ní byl Šebestián Lindner. K výraznému oživení výroby v tomto podniku došlo až od 90. let 18. století, kdy se do papírny přiženil Wolfgang Wurscher. Vyrábělo se tu tak až 200 balíků papíru ročně, který se prodával hlavně do Prahy. V roce 1827 se majitelem papírny stal Jan Eisner ze sklářské rodiny vlastnící sousední statek Vogelsang.

## Urbanistický vývoj obce

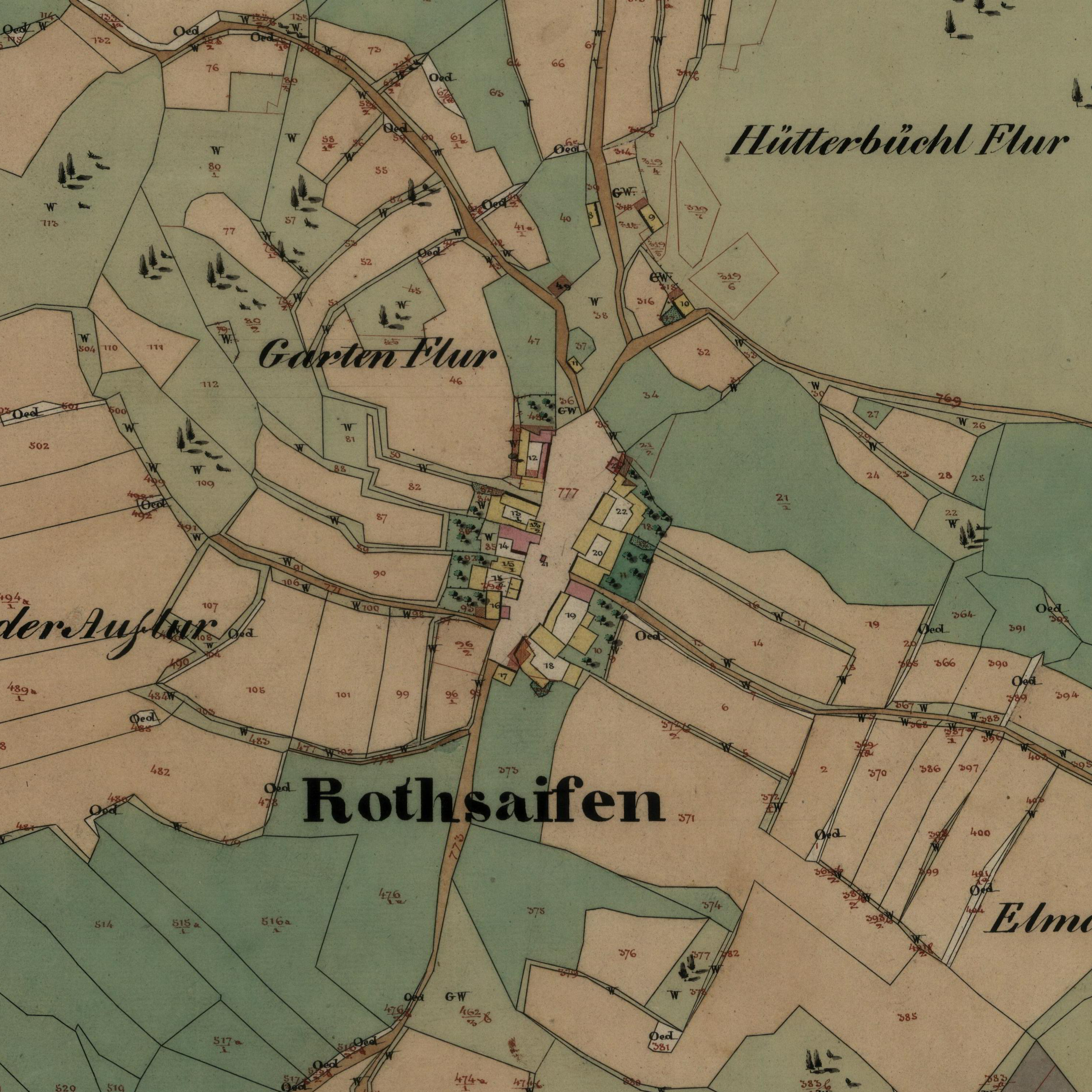
Červená na mapě Stabilního katastru roku 1837

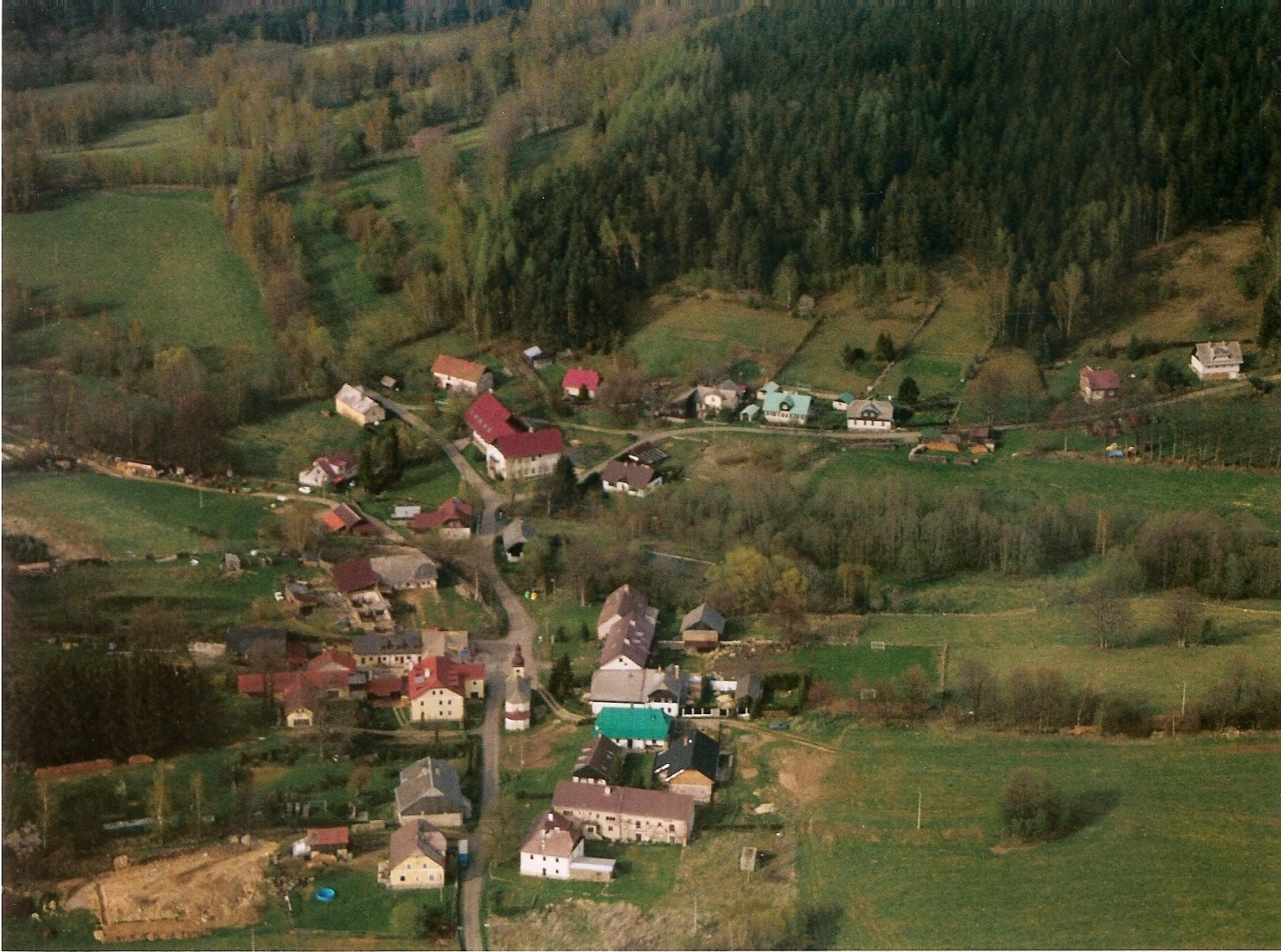
Letecký snímek Červené r. 2007

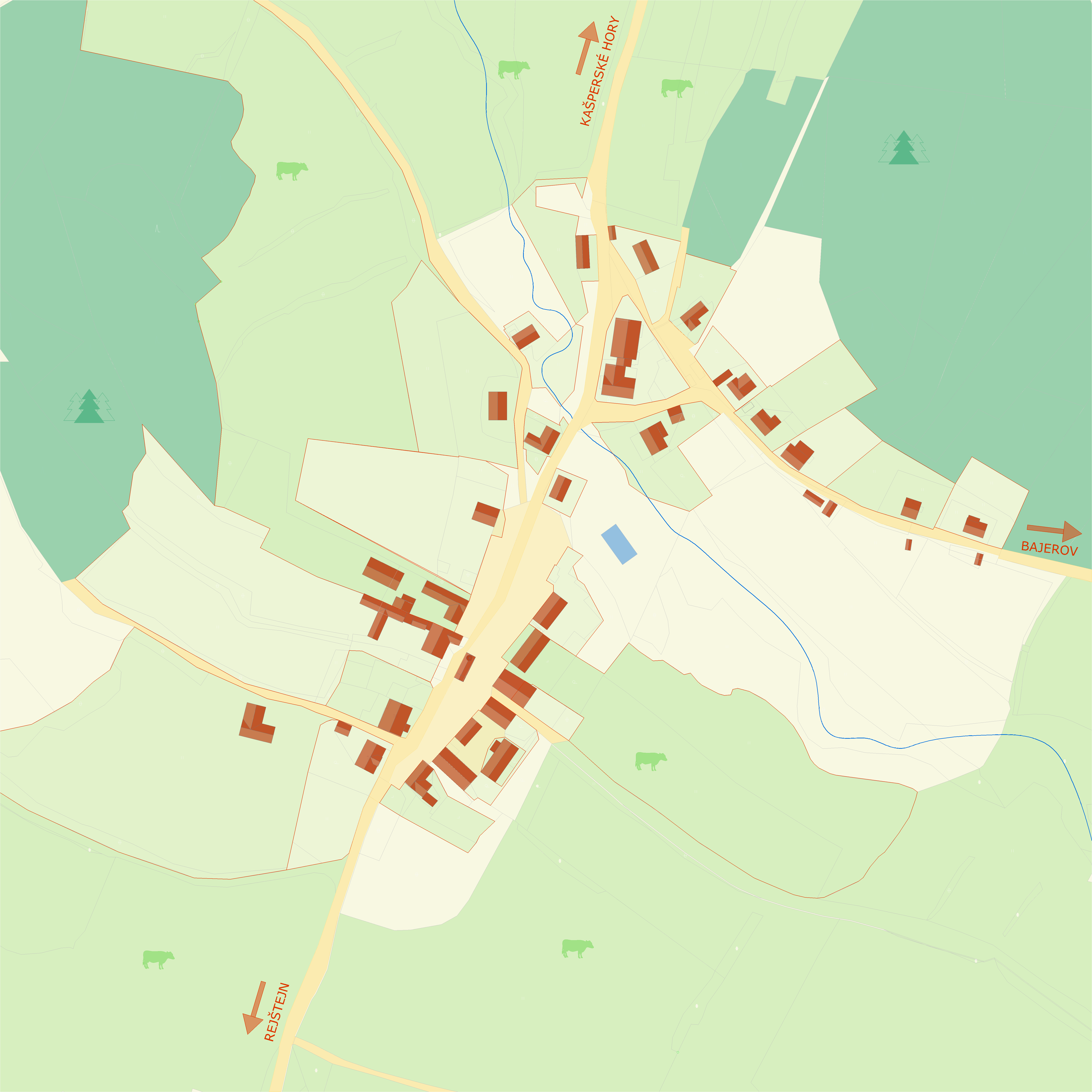
Půdorysné uspořádání osady Červená roku 2024

Vývoj Červené je možné členit z hlediska historického i urbanistického (samozřejmě s ohledem na dostupné prameny) do čtyř zásadnějších etap.

#### První etapa
První nejstarší etapa je spojena s hornickou minulostí osady, spadá do 14. století a o její podobě už dnes nic nevíme. Snad jen zmínka z Kroniky obce Rothsaifen: "Prvními osadníky Červené byli horníci. Staří lidé vyprávějí, že v polní trati Drosselflur (oblast mezi Červenou a Bajerovem v blízkosti Červeného potoka), kde lze ještě dnes nalézt zdivo, stály jejich domky."

#### Druhá etapa
Druhou (a v historii Červené nejdelší) etapou je zemědělská minulost a především chov dobytka. O této podobě vesnice lze získat představu z mapy Stabilního katastru z roku 1837. Hlavní jádro se rozkládá na návrší kolem tehdejší kapličky sv. Anny a rozšířená ulice zde vytváří jakousi podélnou náves, kde jsou soustředěny největší usedlosti. Půdorysně ji tak lze označit jako "návesní ulicovku" dle typologie vesnických sídel podle O. Máčela (1955) či jako "silniční návesovku" podle E. Černého (1979). Podle návrhu typologie vesnických sídel dle Jana Pešty by Červená spadala do kategorie "komunikační vesnice návesní". Domy podél návsi nemají jednotnou orientaci, část se otáčí k návsi štítem (často s typickou šumavskou polovalbou), část domů má hřebeny shodné se směrem probíhající komunikace. Obvykle se jedná o srostlice více objektů, které vytvářejí jednotlivé usedlosti s více či méně uzavřenými dvory. Vzhledem k častým požárům, které zmiňují místní kroniky, tak dochází k nové výstavbě objektů na místě starších a změně jejich orientace. Příkladem budiž č. p. 1, které tradičně sloužilo jako hostinec, a dle mapy Stabilního katastru a fotografií ještě z počátku 20. století bylo orientováno štítem do návsi. Roku 1913 zde došlo k požáru a na pohlednici z roku 1920 již vidíme objekt, který má hřeben rovnoběžný s komunikací a došlo tedy k usazení nového domu s orientací otočenou o 90 stupňů. Druhá část výstavby Červené se rozkládá podél cesty vedoucí do Kašperských Hor a podél cesty k Bajerovu. Nejnižší část je v údolí Červeného potoka a nachází se zde např. budova bývalé školy. V této části jsou dle mapy jasně rozpoznatelné spíše drobnější objekty chalupníků, nepravidelně rozeseté a bez navazujících lánových plužin, jako tomu je u velkých usedlostí v okolí návsi. Na mapě Stabilního katastru je v této oblasti jen minimum objektů, ale právě tímto směrem docházelo k nové výstavbě a rozšiřování zastavěného území obce v dalších letech. S výjimkou školy se ale vždy jedná už jen o drobnější jednopodlažní objekty, hřebenem rovnoběžné s komunikací, často s jedním zděným střešním vikýřem orientovaným do ulice.

#### Třetí etapa
Třetí etapou vývoje Červené je poválečný vývoj po r. 1945, kdy došlo k odsunu německého obyvatelstva, příchodu nových osídlenců a následně znárodnění všech stěžejních usedlostí. Z historických leteckých snímků lze pozorovat mizející obdělávané plochy, meze zarůstající stromy a úbytek pro JZD nepotřebných budov. Plochy, dříve fungující jako zahrádky přiléhající k usedlostem, se mění na zemědělskou technikou vyježděné koleje cest. Nová výstavba téměř neprobíhá. Přesto alespoň dochází k zachování existence samotné obce (na rozdíl od nedalekého Mílova, který dnes připomíná již jen pomníček).

#### Čtvrtá etapa
Čtvrtou (zatím poslední) etapou je časové období od roku 1989 po současnost. Všechny domy (převážně ve stavu ruin) se dostávají opět do rukou soukromých majitelů a dochází k jejich postupným renovacím, v některých případech k demolici a nahrazení novým objektem. V těchto případech pak je nová stavba obvykle menšího měřítka než předchozí objekt, protože již neslouží jako zemědělská usedlost. S jedinou výjimkou nedochází k nové výstavbě mimo již dříve zastavěné parcely a Červená si tak zdařile zachovává původní strukturu s ústředním bodem kaple Panny Marie Pomocné na návrší uprostřed vesnické návsi.